# Ларсеново отварање
Овај чланак користи алгебарску шаховску нотацију како би се описали шаховски потези.
Ларсеново отварање (такође названо Нимзо – Ларсенов напад или отварање даминог фијанкета) је шаховско отварање које почиње потезом:
1. б3
Ово отварање је названо по данском велемајстору Бент Ларсену . Ларсен је био инспирисан примјером сјајног летонско-данског играча и теоретичара Арона Нимцовића (1886-1935) који је често играо 1. Сф3, а затим 2.б3, што се понекад назива и Нимцовић-Ларсен напад . Класификована је под ознаком А01 у Енциклопедији шаховских отварања .
Крилно отварање 1.б3 припрема даминог ловца за фијанкето, гдје ће помоћи контролисати централним пољима на хипермодеран начин и створи користан притисак на краљевој страни црнога. Б2-ловац је често извор сталне иритације за црног који не треба олако да се према њему односи.
Иако је Ларсен у почетку био веома успјешан у овом отварању, доживио је помак у 1970. год . у игри Совјетски савез против Свијета у Београду, гдје је Ларсен играо против актуалног свјетског првака Бориса Спаског и изгубио у 17 потеза.   Ларсен је такође био одлучно поражен када је играо против Росендо Балинас-а, млађег у Манили 1975. године. 
Значајно је да је ово отварање исте године изазвало интересовање Бобија Фишера, који је играо 1.б3 барем пет пута, побиједивши свих пет, укључујући и игре са ВМ Мирославом Филипом, ВМ Хенриком Мекингом (Палма де Мајорка 1970 Интерзонал ), ВМ Владимиром Тукмаковом (Буенос Ајрес 1970) и ВМ Улфом Андерсон (Сиеген 1970). Данас се Ларсеново отварање повремено користи на нивоу ВМ-а, а врхунски велемајстор Ричард Рапорт редовно и успјешно га користи. Такође је игран на Шаховској олимпијади 2018. године од стране Бадура Јобаве, у утакмици против Сулскис Сарунаса, која је завршила поразом за бившег.

## Популарност
Овај потез 1.б3 је мање популаран од 1.г3 (Бенко отварање), која припрема брзу малу рокаду. Према Чесбејсу, 1.б3 заузима шесто мјесто по популарности од могућих двадесет првих потеза, док је 1.г3 петог ранга око три пута популарнији. Ларсен је често користио неконвенционална отварања овакве врсте. Сматрао је да је то предност у томе што је црни, обично непознат таквим отварањима, приморан да се ослања на своје способности умјесто да се ослања на запамћене, добро анализиране потезе чешћих бијелих отварања.

## Главне линије
Црни има неколико опција за сусрет 1.б3. Најчешћи су:
- 1 ... е5, Модерна варијанта, најчешћи је одговор, правећи центар и ограничавајући домет бијелог ловца. Игра се обично наставља 2. Лб2 Сц6. Тада је главна линија 3.е3 д5 4. Лб5 Лд6 5.ц4. Послије 2. Лб2 Сц6, 3.ф4 је Пашманов гамбит . Послије 2. Лб2, 2 ... ф5 3.е4 назива се Рингелбах гамбит .
- 1 ... д5, Класична варијанта, је друга најчешћа, која такође хвата за центар и задржава могућност да се краљев ловац фијанкетира да се супротстави бијелом. Бијели може да игра 2. Сф3 за транспонирање на линију А06, или 2. Лб2 да би наставио у линији А01.
- 1. . . Сф6, индијска варијанта, развија дио и не посвећује се одређеној пјешачкој формацији. 2 Лб2 и ако је 2 ... г6, онда 3.е4, користећи предност везаног скакача (нпр., Се 3. . . Схе4 4. Лхх8, освајањем потезања по цијени пјешака). 3.г4 се назива варијанта шиљка
- 1 ... ц5, енглеска варијанта, задржавајући опције ... д5, или ... д6, а затим ... е5. 2.ц4 транспонирање на енглеско отварање или 2.е4 преношење у сицилијанску одбрану .
- 1 ... ф5, холандска варијанта . 2 Сф3.

Мање уобичајене линије укључују:
- 1 ... е6, са црним постављањем варијенте на француску одбрану . Овдје Кене препоручује 2.е4, а ако је 2 ... д5 онда 3. Лб2. [5]
- 1 ... ц6, Каро-Кан варијанта која се припрема за ... д5. Опет Кене препоручује 2.е4, а ако је 2 ... д5, 3. Лб2.
- 1 ... б6, симетрична варијанта, потпуно је у реду за црнога.
- 1 ... б5, пољска варијанта.
- 1. . . Сц6, варијанта Нимзовићеве одбране, овим потезом, црни има за циљ да пружи подршку за напредовање е-пјешака. Најчешћа секвенца коју црни примјењује је 2 ... е5 или рјеђе 2 ... д5.

## 1. Сф3 Сф6 2.б3
|   | a | b | c | d | e | f | g | h |   |
| 8 | a8 black rook · b8 black knight · c8 black bishop · d8 black queen · e8 black king · f8 black bishop · h8 black rook · a7 black pawn · b7 black pawn · c7 black pawn · e7 black pawn · f7 black pawn · g7 black pawn · h7 black pawn · f6 black knight · d5 black pawn · b3 white pawn · f3 white knight · a2 white pawn · b2 white bishop · c2 white pawn · d2 white pawn · e2 white pawn · f2 white pawn · g2 white pawn · h2 white pawn · a1 white rook · b1 white knight · d1 white queen · e1 white king · f1 white bishop · h1 white rook | a8 black rook · b8 black knight · c8 black bishop · d8 black queen · e8 black king · f8 black bishop · h8 black rook · a7 black pawn · b7 black pawn · c7 black pawn · e7 black pawn · f7 black pawn · g7 black pawn · h7 black pawn · f6 black knight · d5 black pawn · b3 white pawn · f3 white knight · a2 white pawn · b2 white bishop · c2 white pawn · d2 white pawn · e2 white pawn · f2 white pawn · g2 white pawn · h2 white pawn · a1 white rook · b1 white knight · d1 white queen · e1 white king · f1 white bishop · h1 white rook | a8 black rook · b8 black knight · c8 black bishop · d8 black queen · e8 black king · f8 black bishop · h8 black rook · a7 black pawn · b7 black pawn · c7 black pawn · e7 black pawn · f7 black pawn · g7 black pawn · h7 black pawn · f6 black knight · d5 black pawn · b3 white pawn · f3 white knight · a2 white pawn · b2 white bishop · c2 white pawn · d2 white pawn · e2 white pawn · f2 white pawn · g2 white pawn · h2 white pawn · a1 white rook · b1 white knight · d1 white queen · e1 white king · f1 white bishop · h1 white rook | a8 black rook · b8 black knight · c8 black bishop · d8 black queen · e8 black king · f8 black bishop · h8 black rook · a7 black pawn · b7 black pawn · c7 black pawn · e7 black pawn · f7 black pawn · g7 black pawn · h7 black pawn · f6 black knight · d5 black pawn · b3 white pawn · f3 white knight · a2 white pawn · b2 white bishop · c2 white pawn · d2 white pawn · e2 white pawn · f2 white pawn · g2 white pawn · h2 white pawn · a1 white rook · b1 white knight · d1 white queen · e1 white king · f1 white bishop · h1 white rook | a8 black rook · b8 black knight · c8 black bishop · d8 black queen · e8 black king · f8 black bishop · h8 black rook · a7 black pawn · b7 black pawn · c7 black pawn · e7 black pawn · f7 black pawn · g7 black pawn · h7 black pawn · f6 black knight · d5 black pawn · b3 white pawn · f3 white knight · a2 white pawn · b2 white bishop · c2 white pawn · d2 white pawn · e2 white pawn · f2 white pawn · g2 white pawn · h2 white pawn · a1 white rook · b1 white knight · d1 white queen · e1 white king · f1 white bishop · h1 white rook | a8 black rook · b8 black knight · c8 black bishop · d8 black queen · e8 black king · f8 black bishop · h8 black rook · a7 black pawn · b7 black pawn · c7 black pawn · e7 black pawn · f7 black pawn · g7 black pawn · h7 black pawn · f6 black knight · d5 black pawn · b3 white pawn · f3 white knight · a2 white pawn · b2 white bishop · c2 white pawn · d2 white pawn · e2 white pawn · f2 white pawn · g2 white pawn · h2 white pawn · a1 white rook · b1 white knight · d1 white queen · e1 white king · f1 white bishop · h1 white rook | a8 black rook · b8 black knight · c8 black bishop · d8 black queen · e8 black king · f8 black bishop · h8 black rook · a7 black pawn · b7 black pawn · c7 black pawn · e7 black pawn · f7 black pawn · g7 black pawn · h7 black pawn · f6 black knight · d5 black pawn · b3 white pawn · f3 white knight · a2 white pawn · b2 white bishop · c2 white pawn · d2 white pawn · e2 white pawn · f2 white pawn · g2 white pawn · h2 white pawn · a1 white rook · b1 white knight · d1 white queen · e1 white king · f1 white bishop · h1 white rook | a8 black rook · b8 black knight · c8 black bishop · d8 black queen · e8 black king · f8 black bishop · h8 black rook · a7 black pawn · b7 black pawn · c7 black pawn · e7 black pawn · f7 black pawn · g7 black pawn · h7 black pawn · f6 black knight · d5 black pawn · b3 white pawn · f3 white knight · a2 white pawn · b2 white bishop · c2 white pawn · d2 white pawn · e2 white pawn · f2 white pawn · g2 white pawn · h2 white pawn · a1 white rook · b1 white knight · d1 white queen · e1 white king · f1 white bishop · h1 white rook | 8 |
| 7 | a8 black rook · b8 black knight · c8 black bishop · d8 black queen · e8 black king · f8 black bishop · h8 black rook · a7 black pawn · b7 black pawn · c7 black pawn · e7 black pawn · f7 black pawn · g7 black pawn · h7 black pawn · f6 black knight · d5 black pawn · b3 white pawn · f3 white knight · a2 white pawn · b2 white bishop · c2 white pawn · d2 white pawn · e2 white pawn · f2 white pawn · g2 white pawn · h2 white pawn · a1 white rook · b1 white knight · d1 white queen · e1 white king · f1 white bishop · h1 white rook | a8 black rook · b8 black knight · c8 black bishop · d8 black queen · e8 black king · f8 black bishop · h8 black rook · a7 black pawn · b7 black pawn · c7 black pawn · e7 black pawn · f7 black pawn · g7 black pawn · h7 black pawn · f6 black knight · d5 black pawn · b3 white pawn · f3 white knight · a2 white pawn · b2 white bishop · c2 white pawn · d2 white pawn · e2 white pawn · f2 white pawn · g2 white pawn · h2 white pawn · a1 white rook · b1 white knight · d1 white queen · e1 white king · f1 white bishop · h1 white rook | a8 black rook · b8 black knight · c8 black bishop · d8 black queen · e8 black king · f8 black bishop · h8 black rook · a7 black pawn · b7 black pawn · c7 black pawn · e7 black pawn · f7 black pawn · g7 black pawn · h7 black pawn · f6 black knight · d5 black pawn · b3 white pawn · f3 white knight · a2 white pawn · b2 white bishop · c2 white pawn · d2 white pawn · e2 white pawn · f2 white pawn · g2 white pawn · h2 white pawn · a1 white rook · b1 white knight · d1 white queen · e1 white king · f1 white bishop · h1 white rook | a8 black rook · b8 black knight · c8 black bishop · d8 black queen · e8 black king · f8 black bishop · h8 black rook · a7 black pawn · b7 black pawn · c7 black pawn · e7 black pawn · f7 black pawn · g7 black pawn · h7 black pawn · f6 black knight · d5 black pawn · b3 white pawn · f3 white knight · a2 white pawn · b2 white bishop · c2 white pawn · d2 white pawn · e2 white pawn · f2 white pawn · g2 white pawn · h2 white pawn · a1 white rook · b1 white knight · d1 white queen · e1 white king · f1 white bishop · h1 white rook | a8 black rook · b8 black knight · c8 black bishop · d8 black queen · e8 black king · f8 black bishop · h8 black rook · a7 black pawn · b7 black pawn · c7 black pawn · e7 black pawn · f7 black pawn · g7 black pawn · h7 black pawn · f6 black knight · d5 black pawn · b3 white pawn · f3 white knight · a2 white pawn · b2 white bishop · c2 white pawn · d2 white pawn · e2 white pawn · f2 white pawn · g2 white pawn · h2 white pawn · a1 white rook · b1 white knight · d1 white queen · e1 white king · f1 white bishop · h1 white rook | a8 black rook · b8 black knight · c8 black bishop · d8 black queen · e8 black king · f8 black bishop · h8 black rook · a7 black pawn · b7 black pawn · c7 black pawn · e7 black pawn · f7 black pawn · g7 black pawn · h7 black pawn · f6 black knight · d5 black pawn · b3 white pawn · f3 white knight · a2 white pawn · b2 white bishop · c2 white pawn · d2 white pawn · e2 white pawn · f2 white pawn · g2 white pawn · h2 white pawn · a1 white rook · b1 white knight · d1 white queen · e1 white king · f1 white bishop · h1 white rook | a8 black rook · b8 black knight · c8 black bishop · d8 black queen · e8 black king · f8 black bishop · h8 black rook · a7 black pawn · b7 black pawn · c7 black pawn · e7 black pawn · f7 black pawn · g7 black pawn · h7 black pawn · f6 black knight · d5 black pawn · b3 white pawn · f3 white knight · a2 white pawn · b2 white bishop · c2 white pawn · d2 white pawn · e2 white pawn · f2 white pawn · g2 white pawn · h2 white pawn · a1 white rook · b1 white knight · d1 white queen · e1 white king · f1 white bishop · h1 white rook | a8 black rook · b8 black knight · c8 black bishop · d8 black queen · e8 black king · f8 black bishop · h8 black rook · a7 black pawn · b7 black pawn · c7 black pawn · e7 black pawn · f7 black pawn · g7 black pawn · h7 black pawn · f6 black knight · d5 black pawn · b3 white pawn · f3 white knight · a2 white pawn · b2 white bishop · c2 white pawn · d2 white pawn · e2 white pawn · f2 white pawn · g2 white pawn · h2 white pawn · a1 white rook · b1 white knight · d1 white queen · e1 white king · f1 white bishop · h1 white rook | 7 |
| 6 | a8 black rook · b8 black knight · c8 black bishop · d8 black queen · e8 black king · f8 black bishop · h8 black rook · a7 black pawn · b7 black pawn · c7 black pawn · e7 black pawn · f7 black pawn · g7 black pawn · h7 black pawn · f6 black knight · d5 black pawn · b3 white pawn · f3 white knight · a2 white pawn · b2 white bishop · c2 white pawn · d2 white pawn · e2 white pawn · f2 white pawn · g2 white pawn · h2 white pawn · a1 white rook · b1 white knight · d1 white queen · e1 white king · f1 white bishop · h1 white rook | a8 black rook · b8 black knight · c8 black bishop · d8 black queen · e8 black king · f8 black bishop · h8 black rook · a7 black pawn · b7 black pawn · c7 black pawn · e7 black pawn · f7 black pawn · g7 black pawn · h7 black pawn · f6 black knight · d5 black pawn · b3 white pawn · f3 white knight · a2 white pawn · b2 white bishop · c2 white pawn · d2 white pawn · e2 white pawn · f2 white pawn · g2 white pawn · h2 white pawn · a1 white rook · b1 white knight · d1 white queen · e1 white king · f1 white bishop · h1 white rook | a8 black rook · b8 black knight · c8 black bishop · d8 black queen · e8 black king · f8 black bishop · h8 black rook · a7 black pawn · b7 black pawn · c7 black pawn · e7 black pawn · f7 black pawn · g7 black pawn · h7 black pawn · f6 black knight · d5 black pawn · b3 white pawn · f3 white knight · a2 white pawn · b2 white bishop · c2 white pawn · d2 white pawn · e2 white pawn · f2 white pawn · g2 white pawn · h2 white pawn · a1 white rook · b1 white knight · d1 white queen · e1 white king · f1 white bishop · h1 white rook | a8 black rook · b8 black knight · c8 black bishop · d8 black queen · e8 black king · f8 black bishop · h8 black rook · a7 black pawn · b7 black pawn · c7 black pawn · e7 black pawn · f7 black pawn · g7 black pawn · h7 black pawn · f6 black knight · d5 black pawn · b3 white pawn · f3 white knight · a2 white pawn · b2 white bishop · c2 white pawn · d2 white pawn · e2 white pawn · f2 white pawn · g2 white pawn · h2 white pawn · a1 white rook · b1 white knight · d1 white queen · e1 white king · f1 white bishop · h1 white rook | a8 black rook · b8 black knight · c8 black bishop · d8 black queen · e8 black king · f8 black bishop · h8 black rook · a7 black pawn · b7 black pawn · c7 black pawn · e7 black pawn · f7 black pawn · g7 black pawn · h7 black pawn · f6 black knight · d5 black pawn · b3 white pawn · f3 white knight · a2 white pawn · b2 white bishop · c2 white pawn · d2 white pawn · e2 white pawn · f2 white pawn · g2 white pawn · h2 white pawn · a1 white rook · b1 white knight · d1 white queen · e1 white king · f1 white bishop · h1 white rook | a8 black rook · b8 black knight · c8 black bishop · d8 black queen · e8 black king · f8 black bishop · h8 black rook · a7 black pawn · b7 black pawn · c7 black pawn · e7 black pawn · f7 black pawn · g7 black pawn · h7 black pawn · f6 black knight · d5 black pawn · b3 white pawn · f3 white knight · a2 white pawn · b2 white bishop · c2 white pawn · d2 white pawn · e2 white pawn · f2 white pawn · g2 white pawn · h2 white pawn · a1 white rook · b1 white knight · d1 white queen · e1 white king · f1 white bishop · h1 white rook | a8 black rook · b8 black knight · c8 black bishop · d8 black queen · e8 black king · f8 black bishop · h8 black rook · a7 black pawn · b7 black pawn · c7 black pawn · e7 black pawn · f7 black pawn · g7 black pawn · h7 black pawn · f6 black knight · d5 black pawn · b3 white pawn · f3 white knight · a2 white pawn · b2 white bishop · c2 white pawn · d2 white pawn · e2 white pawn · f2 white pawn · g2 white pawn · h2 white pawn · a1 white rook · b1 white knight · d1 white queen · e1 white king · f1 white bishop · h1 white rook | a8 black rook · b8 black knight · c8 black bishop · d8 black queen · e8 black king · f8 black bishop · h8 black rook · a7 black pawn · b7 black pawn · c7 black pawn · e7 black pawn · f7 black pawn · g7 black pawn · h7 black pawn · f6 black knight · d5 black pawn · b3 white pawn · f3 white knight · a2 white pawn · b2 white bishop · c2 white pawn · d2 white pawn · e2 white pawn · f2 white pawn · g2 white pawn · h2 white pawn · a1 white rook · b1 white knight · d1 white queen · e1 white king · f1 white bishop · h1 white rook | 6 |
| 5 | a8 black rook · b8 black knight · c8 black bishop · d8 black queen · e8 black king · f8 black bishop · h8 black rook · a7 black pawn · b7 black pawn · c7 black pawn · e7 black pawn · f7 black pawn · g7 black pawn · h7 black pawn · f6 black knight · d5 black pawn · b3 white pawn · f3 white knight · a2 white pawn · b2 white bishop · c2 white pawn · d2 white pawn · e2 white pawn · f2 white pawn · g2 white pawn · h2 white pawn · a1 white rook · b1 white knight · d1 white queen · e1 white king · f1 white bishop · h1 white rook | a8 black rook · b8 black knight · c8 black bishop · d8 black queen · e8 black king · f8 black bishop · h8 black rook · a7 black pawn · b7 black pawn · c7 black pawn · e7 black pawn · f7 black pawn · g7 black pawn · h7 black pawn · f6 black knight · d5 black pawn · b3 white pawn · f3 white knight · a2 white pawn · b2 white bishop · c2 white pawn · d2 white pawn · e2 white pawn · f2 white pawn · g2 white pawn · h2 white pawn · a1 white rook · b1 white knight · d1 white queen · e1 white king · f1 white bishop · h1 white rook | a8 black rook · b8 black knight · c8 black bishop · d8 black queen · e8 black king · f8 black bishop · h8 black rook · a7 black pawn · b7 black pawn · c7 black pawn · e7 black pawn · f7 black pawn · g7 black pawn · h7 black pawn · f6 black knight · d5 black pawn · b3 white pawn · f3 white knight · a2 white pawn · b2 white bishop · c2 white pawn · d2 white pawn · e2 white pawn · f2 white pawn · g2 white pawn · h2 white pawn · a1 white rook · b1 white knight · d1 white queen · e1 white king · f1 white bishop · h1 white rook | a8 black rook · b8 black knight · c8 black bishop · d8 black queen · e8 black king · f8 black bishop · h8 black rook · a7 black pawn · b7 black pawn · c7 black pawn · e7 black pawn · f7 black pawn · g7 black pawn · h7 black pawn · f6 black knight · d5 black pawn · b3 white pawn · f3 white knight · a2 white pawn · b2 white bishop · c2 white pawn · d2 white pawn · e2 white pawn · f2 white pawn · g2 white pawn · h2 white pawn · a1 white rook · b1 white knight · d1 white queen · e1 white king · f1 white bishop · h1 white rook | a8 black rook · b8 black knight · c8 black bishop · d8 black queen · e8 black king · f8 black bishop · h8 black rook · a7 black pawn · b7 black pawn · c7 black pawn · e7 black pawn · f7 black pawn · g7 black pawn · h7 black pawn · f6 black knight · d5 black pawn · b3 white pawn · f3 white knight · a2 white pawn · b2 white bishop · c2 white pawn · d2 white pawn · e2 white pawn · f2 white pawn · g2 white pawn · h2 white pawn · a1 white rook · b1 white knight · d1 white queen · e1 white king · f1 white bishop · h1 white rook | a8 black rook · b8 black knight · c8 black bishop · d8 black queen · e8 black king · f8 black bishop · h8 black rook · a7 black pawn · b7 black pawn · c7 black pawn · e7 black pawn · f7 black pawn · g7 black pawn · h7 black pawn · f6 black knight · d5 black pawn · b3 white pawn · f3 white knight · a2 white pawn · b2 white bishop · c2 white pawn · d2 white pawn · e2 white pawn · f2 white pawn · g2 white pawn · h2 white pawn · a1 white rook · b1 white knight · d1 white queen · e1 white king · f1 white bishop · h1 white rook | a8 black rook · b8 black knight · c8 black bishop · d8 black queen · e8 black king · f8 black bishop · h8 black rook · a7 black pawn · b7 black pawn · c7 black pawn · e7 black pawn · f7 black pawn · g7 black pawn · h7 black pawn · f6 black knight · d5 black pawn · b3 white pawn · f3 white knight · a2 white pawn · b2 white bishop · c2 white pawn · d2 white pawn · e2 white pawn · f2 white pawn · g2 white pawn · h2 white pawn · a1 white rook · b1 white knight · d1 white queen · e1 white king · f1 white bishop · h1 white rook | a8 black rook · b8 black knight · c8 black bishop · d8 black queen · e8 black king · f8 black bishop · h8 black rook · a7 black pawn · b7 black pawn · c7 black pawn · e7 black pawn · f7 black pawn · g7 black pawn · h7 black pawn · f6 black knight · d5 black pawn · b3 white pawn · f3 white knight · a2 white pawn · b2 white bishop · c2 white pawn · d2 white pawn · e2 white pawn · f2 white pawn · g2 white pawn · h2 white pawn · a1 white rook · b1 white knight · d1 white queen · e1 white king · f1 white bishop · h1 white rook | 5 |
| 4 | a8 black rook · b8 black knight · c8 black bishop · d8 black queen · e8 black king · f8 black bishop · h8 black rook · a7 black pawn · b7 black pawn · c7 black pawn · e7 black pawn · f7 black pawn · g7 black pawn · h7 black pawn · f6 black knight · d5 black pawn · b3 white pawn · f3 white knight · a2 white pawn · b2 white bishop · c2 white pawn · d2 white pawn · e2 white pawn · f2 white pawn · g2 white pawn · h2 white pawn · a1 white rook · b1 white knight · d1 white queen · e1 white king · f1 white bishop · h1 white rook | a8 black rook · b8 black knight · c8 black bishop · d8 black queen · e8 black king · f8 black bishop · h8 black rook · a7 black pawn · b7 black pawn · c7 black pawn · e7 black pawn · f7 black pawn · g7 black pawn · h7 black pawn · f6 black knight · d5 black pawn · b3 white pawn · f3 white knight · a2 white pawn · b2 white bishop · c2 white pawn · d2 white pawn · e2 white pawn · f2 white pawn · g2 white pawn · h2 white pawn · a1 white rook · b1 white knight · d1 white queen · e1 white king · f1 white bishop · h1 white rook | a8 black rook · b8 black knight · c8 black bishop · d8 black queen · e8 black king · f8 black bishop · h8 black rook · a7 black pawn · b7 black pawn · c7 black pawn · e7 black pawn · f7 black pawn · g7 black pawn · h7 black pawn · f6 black knight · d5 black pawn · b3 white pawn · f3 white knight · a2 white pawn · b2 white bishop · c2 white pawn · d2 white pawn · e2 white pawn · f2 white pawn · g2 white pawn · h2 white pawn · a1 white rook · b1 white knight · d1 white queen · e1 white king · f1 white bishop · h1 white rook | a8 black rook · b8 black knight · c8 black bishop · d8 black queen · e8 black king · f8 black bishop · h8 black rook · a7 black pawn · b7 black pawn · c7 black pawn · e7 black pawn · f7 black pawn · g7 black pawn · h7 black pawn · f6 black knight · d5 black pawn · b3 white pawn · f3 white knight · a2 white pawn · b2 white bishop · c2 white pawn · d2 white pawn · e2 white pawn · f2 white pawn · g2 white pawn · h2 white pawn · a1 white rook · b1 white knight · d1 white queen · e1 white king · f1 white bishop · h1 white rook | a8 black rook · b8 black knight · c8 black bishop · d8 black queen · e8 black king · f8 black bishop · h8 black rook · a7 black pawn · b7 black pawn · c7 black pawn · e7 black pawn · f7 black pawn · g7 black pawn · h7 black pawn · f6 black knight · d5 black pawn · b3 white pawn · f3 white knight · a2 white pawn · b2 white bishop · c2 white pawn · d2 white pawn · e2 white pawn · f2 white pawn · g2 white pawn · h2 white pawn · a1 white rook · b1 white knight · d1 white queen · e1 white king · f1 white bishop · h1 white rook | a8 black rook · b8 black knight · c8 black bishop · d8 black queen · e8 black king · f8 black bishop · h8 black rook · a7 black pawn · b7 black pawn · c7 black pawn · e7 black pawn · f7 black pawn · g7 black pawn · h7 black pawn · f6 black knight · d5 black pawn · b3 white pawn · f3 white knight · a2 white pawn · b2 white bishop · c2 white pawn · d2 white pawn · e2 white pawn · f2 white pawn · g2 white pawn · h2 white pawn · a1 white rook · b1 white knight · d1 white queen · e1 white king · f1 white bishop · h1 white rook | a8 black rook · b8 black knight · c8 black bishop · d8 black queen · e8 black king · f8 black bishop · h8 black rook · a7 black pawn · b7 black pawn · c7 black pawn · e7 black pawn · f7 black pawn · g7 black pawn · h7 black pawn · f6 black knight · d5 black pawn · b3 white pawn · f3 white knight · a2 white pawn · b2 white bishop · c2 white pawn · d2 white pawn · e2 white pawn · f2 white pawn · g2 white pawn · h2 white pawn · a1 white rook · b1 white knight · d1 white queen · e1 white king · f1 white bishop · h1 white rook | a8 black rook · b8 black knight · c8 black bishop · d8 black queen · e8 black king · f8 black bishop · h8 black rook · a7 black pawn · b7 black pawn · c7 black pawn · e7 black pawn · f7 black pawn · g7 black pawn · h7 black pawn · f6 black knight · d5 black pawn · b3 white pawn · f3 white knight · a2 white pawn · b2 white bishop · c2 white pawn · d2 white pawn · e2 white pawn · f2 white pawn · g2 white pawn · h2 white pawn · a1 white rook · b1 white knight · d1 white queen · e1 white king · f1 white bishop · h1 white rook | 4 |
| 3 | a8 black rook · b8 black knight · c8 black bishop · d8 black queen · e8 black king · f8 black bishop · h8 black rook · a7 black pawn · b7 black pawn · c7 black pawn · e7 black pawn · f7 black pawn · g7 black pawn · h7 black pawn · f6 black knight · d5 black pawn · b3 white pawn · f3 white knight · a2 white pawn · b2 white bishop · c2 white pawn · d2 white pawn · e2 white pawn · f2 white pawn · g2 white pawn · h2 white pawn · a1 white rook · b1 white knight · d1 white queen · e1 white king · f1 white bishop · h1 white rook | a8 black rook · b8 black knight · c8 black bishop · d8 black queen · e8 black king · f8 black bishop · h8 black rook · a7 black pawn · b7 black pawn · c7 black pawn · e7 black pawn · f7 black pawn · g7 black pawn · h7 black pawn · f6 black knight · d5 black pawn · b3 white pawn · f3 white knight · a2 white pawn · b2 white bishop · c2 white pawn · d2 white pawn · e2 white pawn · f2 white pawn · g2 white pawn · h2 white pawn · a1 white rook · b1 white knight · d1 white queen · e1 white king · f1 white bishop · h1 white rook | a8 black rook · b8 black knight · c8 black bishop · d8 black queen · e8 black king · f8 black bishop · h8 black rook · a7 black pawn · b7 black pawn · c7 black pawn · e7 black pawn · f7 black pawn · g7 black pawn · h7 black pawn · f6 black knight · d5 black pawn · b3 white pawn · f3 white knight · a2 white pawn · b2 white bishop · c2 white pawn · d2 white pawn · e2 white pawn · f2 white pawn · g2 white pawn · h2 white pawn · a1 white rook · b1 white knight · d1 white queen · e1 white king · f1 white bishop · h1 white rook | a8 black rook · b8 black knight · c8 black bishop · d8 black queen · e8 black king · f8 black bishop · h8 black rook · a7 black pawn · b7 black pawn · c7 black pawn · e7 black pawn · f7 black pawn · g7 black pawn · h7 black pawn · f6 black knight · d5 black pawn · b3 white pawn · f3 white knight · a2 white pawn · b2 white bishop · c2 white pawn · d2 white pawn · e2 white pawn · f2 white pawn · g2 white pawn · h2 white pawn · a1 white rook · b1 white knight · d1 white queen · e1 white king · f1 white bishop · h1 white rook | a8 black rook · b8 black knight · c8 black bishop · d8 black queen · e8 black king · f8 black bishop · h8 black rook · a7 black pawn · b7 black pawn · c7 black pawn · e7 black pawn · f7 black pawn · g7 black pawn · h7 black pawn · f6 black knight · d5 black pawn · b3 white pawn · f3 white knight · a2 white pawn · b2 white bishop · c2 white pawn · d2 white pawn · e2 white pawn · f2 white pawn · g2 white pawn · h2 white pawn · a1 white rook · b1 white knight · d1 white queen · e1 white king · f1 white bishop · h1 white rook | a8 black rook · b8 black knight · c8 black bishop · d8 black queen · e8 black king · f8 black bishop · h8 black rook · a7 black pawn · b7 black pawn · c7 black pawn · e7 black pawn · f7 black pawn · g7 black pawn · h7 black pawn · f6 black knight · d5 black pawn · b3 white pawn · f3 white knight · a2 white pawn · b2 white bishop · c2 white pawn · d2 white pawn · e2 white pawn · f2 white pawn · g2 white pawn · h2 white pawn · a1 white rook · b1 white knight · d1 white queen · e1 white king · f1 white bishop · h1 white rook | a8 black rook · b8 black knight · c8 black bishop · d8 black queen · e8 black king · f8 black bishop · h8 black rook · a7 black pawn · b7 black pawn · c7 black pawn · e7 black pawn · f7 black pawn · g7 black pawn · h7 black pawn · f6 black knight · d5 black pawn · b3 white pawn · f3 white knight · a2 white pawn · b2 white bishop · c2 white pawn · d2 white pawn · e2 white pawn · f2 white pawn · g2 white pawn · h2 white pawn · a1 white rook · b1 white knight · d1 white queen · e1 white king · f1 white bishop · h1 white rook | a8 black rook · b8 black knight · c8 black bishop · d8 black queen · e8 black king · f8 black bishop · h8 black rook · a7 black pawn · b7 black pawn · c7 black pawn · e7 black pawn · f7 black pawn · g7 black pawn · h7 black pawn · f6 black knight · d5 black pawn · b3 white pawn · f3 white knight · a2 white pawn · b2 white bishop · c2 white pawn · d2 white pawn · e2 white pawn · f2 white pawn · g2 white pawn · h2 white pawn · a1 white rook · b1 white knight · d1 white queen · e1 white king · f1 white bishop · h1 white rook | 3 |
| 2 | a8 black rook · b8 black knight · c8 black bishop · d8 black queen · e8 black king · f8 black bishop · h8 black rook · a7 black pawn · b7 black pawn · c7 black pawn · e7 black pawn · f7 black pawn · g7 black pawn · h7 black pawn · f6 black knight · d5 black pawn · b3 white pawn · f3 white knight · a2 white pawn · b2 white bishop · c2 white pawn · d2 white pawn · e2 white pawn · f2 white pawn · g2 white pawn · h2 white pawn · a1 white rook · b1 white knight · d1 white queen · e1 white king · f1 white bishop · h1 white rook | a8 black rook · b8 black knight · c8 black bishop · d8 black queen · e8 black king · f8 black bishop · h8 black rook · a7 black pawn · b7 black pawn · c7 black pawn · e7 black pawn · f7 black pawn · g7 black pawn · h7 black pawn · f6 black knight · d5 black pawn · b3 white pawn · f3 white knight · a2 white pawn · b2 white bishop · c2 white pawn · d2 white pawn · e2 white pawn · f2 white pawn · g2 white pawn · h2 white pawn · a1 white rook · b1 white knight · d1 white queen · e1 white king · f1 white bishop · h1 white rook | a8 black rook · b8 black knight · c8 black bishop · d8 black queen · e8 black king · f8 black bishop · h8 black rook · a7 black pawn · b7 black pawn · c7 black pawn · e7 black pawn · f7 black pawn · g7 black pawn · h7 black pawn · f6 black knight · d5 black pawn · b3 white pawn · f3 white knight · a2 white pawn · b2 white bishop · c2 white pawn · d2 white pawn · e2 white pawn · f2 white pawn · g2 white pawn · h2 white pawn · a1 white rook · b1 white knight · d1 white queen · e1 white king · f1 white bishop · h1 white rook | a8 black rook · b8 black knight · c8 black bishop · d8 black queen · e8 black king · f8 black bishop · h8 black rook · a7 black pawn · b7 black pawn · c7 black pawn · e7 black pawn · f7 black pawn · g7 black pawn · h7 black pawn · f6 black knight · d5 black pawn · b3 white pawn · f3 white knight · a2 white pawn · b2 white bishop · c2 white pawn · d2 white pawn · e2 white pawn · f2 white pawn · g2 white pawn · h2 white pawn · a1 white rook · b1 white knight · d1 white queen · e1 white king · f1 white bishop · h1 white rook | a8 black rook · b8 black knight · c8 black bishop · d8 black queen · e8 black king · f8 black bishop · h8 black rook · a7 black pawn · b7 black pawn · c7 black pawn · e7 black pawn · f7 black pawn · g7 black pawn · h7 black pawn · f6 black knight · d5 black pawn · b3 white pawn · f3 white knight · a2 white pawn · b2 white bishop · c2 white pawn · d2 white pawn · e2 white pawn · f2 white pawn · g2 white pawn · h2 white pawn · a1 white rook · b1 white knight · d1 white queen · e1 white king · f1 white bishop · h1 white rook | a8 black rook · b8 black knight · c8 black bishop · d8 black queen · e8 black king · f8 black bishop · h8 black rook · a7 black pawn · b7 black pawn · c7 black pawn · e7 black pawn · f7 black pawn · g7 black pawn · h7 black pawn · f6 black knight · d5 black pawn · b3 white pawn · f3 white knight · a2 white pawn · b2 white bishop · c2 white pawn · d2 white pawn · e2 white pawn · f2 white pawn · g2 white pawn · h2 white pawn · a1 white rook · b1 white knight · d1 white queen · e1 white king · f1 white bishop · h1 white rook | a8 black rook · b8 black knight · c8 black bishop · d8 black queen · e8 black king · f8 black bishop · h8 black rook · a7 black pawn · b7 black pawn · c7 black pawn · e7 black pawn · f7 black pawn · g7 black pawn · h7 black pawn · f6 black knight · d5 black pawn · b3 white pawn · f3 white knight · a2 white pawn · b2 white bishop · c2 white pawn · d2 white pawn · e2 white pawn · f2 white pawn · g2 white pawn · h2 white pawn · a1 white rook · b1 white knight · d1 white queen · e1 white king · f1 white bishop · h1 white rook | a8 black rook · b8 black knight · c8 black bishop · d8 black queen · e8 black king · f8 black bishop · h8 black rook · a7 black pawn · b7 black pawn · c7 black pawn · e7 black pawn · f7 black pawn · g7 black pawn · h7 black pawn · f6 black knight · d5 black pawn · b3 white pawn · f3 white knight · a2 white pawn · b2 white bishop · c2 white pawn · d2 white pawn · e2 white pawn · f2 white pawn · g2 white pawn · h2 white pawn · a1 white rook · b1 white knight · d1 white queen · e1 white king · f1 white bishop · h1 white rook | 2 |
| 1 | a8 black rook · b8 black knight · c8 black bishop · d8 black queen · e8 black king · f8 black bishop · h8 black rook · a7 black pawn · b7 black pawn · c7 black pawn · e7 black pawn · f7 black pawn · g7 black pawn · h7 black pawn · f6 black knight · d5 black pawn · b3 white pawn · f3 white knight · a2 white pawn · b2 white bishop · c2 white pawn · d2 white pawn · e2 white pawn · f2 white pawn · g2 white pawn · h2 white pawn · a1 white rook · b1 white knight · d1 white queen · e1 white king · f1 white bishop · h1 white rook | a8 black rook · b8 black knight · c8 black bishop · d8 black queen · e8 black king · f8 black bishop · h8 black rook · a7 black pawn · b7 black pawn · c7 black pawn · e7 black pawn · f7 black pawn · g7 black pawn · h7 black pawn · f6 black knight · d5 black pawn · b3 white pawn · f3 white knight · a2 white pawn · b2 white bishop · c2 white pawn · d2 white pawn · e2 white pawn · f2 white pawn · g2 white pawn · h2 white pawn · a1 white rook · b1 white knight · d1 white queen · e1 white king · f1 white bishop · h1 white rook | a8 black rook · b8 black knight · c8 black bishop · d8 black queen · e8 black king · f8 black bishop · h8 black rook · a7 black pawn · b7 black pawn · c7 black pawn · e7 black pawn · f7 black pawn · g7 black pawn · h7 black pawn · f6 black knight · d5 black pawn · b3 white pawn · f3 white knight · a2 white pawn · b2 white bishop · c2 white pawn · d2 white pawn · e2 white pawn · f2 white pawn · g2 white pawn · h2 white pawn · a1 white rook · b1 white knight · d1 white queen · e1 white king · f1 white bishop · h1 white rook | a8 black rook · b8 black knight · c8 black bishop · d8 black queen · e8 black king · f8 black bishop · h8 black rook · a7 black pawn · b7 black pawn · c7 black pawn · e7 black pawn · f7 black pawn · g7 black pawn · h7 black pawn · f6 black knight · d5 black pawn · b3 white pawn · f3 white knight · a2 white pawn · b2 white bishop · c2 white pawn · d2 white pawn · e2 white pawn · f2 white pawn · g2 white pawn · h2 white pawn · a1 white rook · b1 white knight · d1 white queen · e1 white king · f1 white bishop · h1 white rook | a8 black rook · b8 black knight · c8 black bishop · d8 black queen · e8 black king · f8 black bishop · h8 black rook · a7 black pawn · b7 black pawn · c7 black pawn · e7 black pawn · f7 black pawn · g7 black pawn · h7 black pawn · f6 black knight · d5 black pawn · b3 white pawn · f3 white knight · a2 white pawn · b2 white bishop · c2 white pawn · d2 white pawn · e2 white pawn · f2 white pawn · g2 white pawn · h2 white pawn · a1 white rook · b1 white knight · d1 white queen · e1 white king · f1 white bishop · h1 white rook | a8 black rook · b8 black knight · c8 black bishop · d8 black queen · e8 black king · f8 black bishop · h8 black rook · a7 black pawn · b7 black pawn · c7 black pawn · e7 black pawn · f7 black pawn · g7 black pawn · h7 black pawn · f6 black knight · d5 black pawn · b3 white pawn · f3 white knight · a2 white pawn · b2 white bishop · c2 white pawn · d2 white pawn · e2 white pawn · f2 white pawn · g2 white pawn · h2 white pawn · a1 white rook · b1 white knight · d1 white queen · e1 white king · f1 white bishop · h1 white rook | a8 black rook · b8 black knight · c8 black bishop · d8 black queen · e8 black king · f8 black bishop · h8 black rook · a7 black pawn · b7 black pawn · c7 black pawn · e7 black pawn · f7 black pawn · g7 black pawn · h7 black pawn · f6 black knight · d5 black pawn · b3 white pawn · f3 white knight · a2 white pawn · b2 white bishop · c2 white pawn · d2 white pawn · e2 white pawn · f2 white pawn · g2 white pawn · h2 white pawn · a1 white rook · b1 white knight · d1 white queen · e1 white king · f1 white bishop · h1 white rook | a8 black rook · b8 black knight · c8 black bishop · d8 black queen · e8 black king · f8 black bishop · h8 black rook · a7 black pawn · b7 black pawn · c7 black pawn · e7 black pawn · f7 black pawn · g7 black pawn · h7 black pawn · f6 black knight · d5 black pawn · b3 white pawn · f3 white knight · a2 white pawn · b2 white bishop · c2 white pawn · d2 white pawn · e2 white pawn · f2 white pawn · g2 white pawn · h2 white pawn · a1 white rook · b1 white knight · d1 white queen · e1 white king · f1 white bishop · h1 white rook | 1 |
|   | a | b | c | d | e | f | g | h |   |

1. Сф3 Сф6 2.б3 је слично отварање. Нимзовић је преферирао да скакач крене први. Црни може да игра 2 ... д5 или 2 ... г6. После 2 ... д5, бијели обично игра 3. Лб2, а затим црна обично игра 3 ... е6.
|   | a | b | c | d | e | f | g | h |   |
| 8 | a8 black rook · b8 black knight · c8 black bishop · d8 black queen · e8 black king · h8 black rook · a7 black pawn · b7 black pawn · c7 black pawn · d7 black pawn · e7 black pawn · f7 black pawn · g7 black bishop · h7 black pawn · f6 black knight · g6 black pawn · b3 white pawn · f3 white knight · g3 white pawn · a2 white pawn · b2 white bishop · c2 white pawn · d2 white pawn · e2 white pawn · f2 white pawn · h2 white pawn · a1 white rook · b1 white knight · d1 white queen · e1 white king · f1 white bishop · h1 white rook | a8 black rook · b8 black knight · c8 black bishop · d8 black queen · e8 black king · h8 black rook · a7 black pawn · b7 black pawn · c7 black pawn · d7 black pawn · e7 black pawn · f7 black pawn · g7 black bishop · h7 black pawn · f6 black knight · g6 black pawn · b3 white pawn · f3 white knight · g3 white pawn · a2 white pawn · b2 white bishop · c2 white pawn · d2 white pawn · e2 white pawn · f2 white pawn · h2 white pawn · a1 white rook · b1 white knight · d1 white queen · e1 white king · f1 white bishop · h1 white rook | a8 black rook · b8 black knight · c8 black bishop · d8 black queen · e8 black king · h8 black rook · a7 black pawn · b7 black pawn · c7 black pawn · d7 black pawn · e7 black pawn · f7 black pawn · g7 black bishop · h7 black pawn · f6 black knight · g6 black pawn · b3 white pawn · f3 white knight · g3 white pawn · a2 white pawn · b2 white bishop · c2 white pawn · d2 white pawn · e2 white pawn · f2 white pawn · h2 white pawn · a1 white rook · b1 white knight · d1 white queen · e1 white king · f1 white bishop · h1 white rook | a8 black rook · b8 black knight · c8 black bishop · d8 black queen · e8 black king · h8 black rook · a7 black pawn · b7 black pawn · c7 black pawn · d7 black pawn · e7 black pawn · f7 black pawn · g7 black bishop · h7 black pawn · f6 black knight · g6 black pawn · b3 white pawn · f3 white knight · g3 white pawn · a2 white pawn · b2 white bishop · c2 white pawn · d2 white pawn · e2 white pawn · f2 white pawn · h2 white pawn · a1 white rook · b1 white knight · d1 white queen · e1 white king · f1 white bishop · h1 white rook | a8 black rook · b8 black knight · c8 black bishop · d8 black queen · e8 black king · h8 black rook · a7 black pawn · b7 black pawn · c7 black pawn · d7 black pawn · e7 black pawn · f7 black pawn · g7 black bishop · h7 black pawn · f6 black knight · g6 black pawn · b3 white pawn · f3 white knight · g3 white pawn · a2 white pawn · b2 white bishop · c2 white pawn · d2 white pawn · e2 white pawn · f2 white pawn · h2 white pawn · a1 white rook · b1 white knight · d1 white queen · e1 white king · f1 white bishop · h1 white rook | a8 black rook · b8 black knight · c8 black bishop · d8 black queen · e8 black king · h8 black rook · a7 black pawn · b7 black pawn · c7 black pawn · d7 black pawn · e7 black pawn · f7 black pawn · g7 black bishop · h7 black pawn · f6 black knight · g6 black pawn · b3 white pawn · f3 white knight · g3 white pawn · a2 white pawn · b2 white bishop · c2 white pawn · d2 white pawn · e2 white pawn · f2 white pawn · h2 white pawn · a1 white rook · b1 white knight · d1 white queen · e1 white king · f1 white bishop · h1 white rook | a8 black rook · b8 black knight · c8 black bishop · d8 black queen · e8 black king · h8 black rook · a7 black pawn · b7 black pawn · c7 black pawn · d7 black pawn · e7 black pawn · f7 black pawn · g7 black bishop · h7 black pawn · f6 black knight · g6 black pawn · b3 white pawn · f3 white knight · g3 white pawn · a2 white pawn · b2 white bishop · c2 white pawn · d2 white pawn · e2 white pawn · f2 white pawn · h2 white pawn · a1 white rook · b1 white knight · d1 white queen · e1 white king · f1 white bishop · h1 white rook | a8 black rook · b8 black knight · c8 black bishop · d8 black queen · e8 black king · h8 black rook · a7 black pawn · b7 black pawn · c7 black pawn · d7 black pawn · e7 black pawn · f7 black pawn · g7 black bishop · h7 black pawn · f6 black knight · g6 black pawn · b3 white pawn · f3 white knight · g3 white pawn · a2 white pawn · b2 white bishop · c2 white pawn · d2 white pawn · e2 white pawn · f2 white pawn · h2 white pawn · a1 white rook · b1 white knight · d1 white queen · e1 white king · f1 white bishop · h1 white rook | 8 |
| 7 | a8 black rook · b8 black knight · c8 black bishop · d8 black queen · e8 black king · h8 black rook · a7 black pawn · b7 black pawn · c7 black pawn · d7 black pawn · e7 black pawn · f7 black pawn · g7 black bishop · h7 black pawn · f6 black knight · g6 black pawn · b3 white pawn · f3 white knight · g3 white pawn · a2 white pawn · b2 white bishop · c2 white pawn · d2 white pawn · e2 white pawn · f2 white pawn · h2 white pawn · a1 white rook · b1 white knight · d1 white queen · e1 white king · f1 white bishop · h1 white rook | a8 black rook · b8 black knight · c8 black bishop · d8 black queen · e8 black king · h8 black rook · a7 black pawn · b7 black pawn · c7 black pawn · d7 black pawn · e7 black pawn · f7 black pawn · g7 black bishop · h7 black pawn · f6 black knight · g6 black pawn · b3 white pawn · f3 white knight · g3 white pawn · a2 white pawn · b2 white bishop · c2 white pawn · d2 white pawn · e2 white pawn · f2 white pawn · h2 white pawn · a1 white rook · b1 white knight · d1 white queen · e1 white king · f1 white bishop · h1 white rook | a8 black rook · b8 black knight · c8 black bishop · d8 black queen · e8 black king · h8 black rook · a7 black pawn · b7 black pawn · c7 black pawn · d7 black pawn · e7 black pawn · f7 black pawn · g7 black bishop · h7 black pawn · f6 black knight · g6 black pawn · b3 white pawn · f3 white knight · g3 white pawn · a2 white pawn · b2 white bishop · c2 white pawn · d2 white pawn · e2 white pawn · f2 white pawn · h2 white pawn · a1 white rook · b1 white knight · d1 white queen · e1 white king · f1 white bishop · h1 white rook | a8 black rook · b8 black knight · c8 black bishop · d8 black queen · e8 black king · h8 black rook · a7 black pawn · b7 black pawn · c7 black pawn · d7 black pawn · e7 black pawn · f7 black pawn · g7 black bishop · h7 black pawn · f6 black knight · g6 black pawn · b3 white pawn · f3 white knight · g3 white pawn · a2 white pawn · b2 white bishop · c2 white pawn · d2 white pawn · e2 white pawn · f2 white pawn · h2 white pawn · a1 white rook · b1 white knight · d1 white queen · e1 white king · f1 white bishop · h1 white rook | a8 black rook · b8 black knight · c8 black bishop · d8 black queen · e8 black king · h8 black rook · a7 black pawn · b7 black pawn · c7 black pawn · d7 black pawn · e7 black pawn · f7 black pawn · g7 black bishop · h7 black pawn · f6 black knight · g6 black pawn · b3 white pawn · f3 white knight · g3 white pawn · a2 white pawn · b2 white bishop · c2 white pawn · d2 white pawn · e2 white pawn · f2 white pawn · h2 white pawn · a1 white rook · b1 white knight · d1 white queen · e1 white king · f1 white bishop · h1 white rook | a8 black rook · b8 black knight · c8 black bishop · d8 black queen · e8 black king · h8 black rook · a7 black pawn · b7 black pawn · c7 black pawn · d7 black pawn · e7 black pawn · f7 black pawn · g7 black bishop · h7 black pawn · f6 black knight · g6 black pawn · b3 white pawn · f3 white knight · g3 white pawn · a2 white pawn · b2 white bishop · c2 white pawn · d2 white pawn · e2 white pawn · f2 white pawn · h2 white pawn · a1 white rook · b1 white knight · d1 white queen · e1 white king · f1 white bishop · h1 white rook | a8 black rook · b8 black knight · c8 black bishop · d8 black queen · e8 black king · h8 black rook · a7 black pawn · b7 black pawn · c7 black pawn · d7 black pawn · e7 black pawn · f7 black pawn · g7 black bishop · h7 black pawn · f6 black knight · g6 black pawn · b3 white pawn · f3 white knight · g3 white pawn · a2 white pawn · b2 white bishop · c2 white pawn · d2 white pawn · e2 white pawn · f2 white pawn · h2 white pawn · a1 white rook · b1 white knight · d1 white queen · e1 white king · f1 white bishop · h1 white rook | a8 black rook · b8 black knight · c8 black bishop · d8 black queen · e8 black king · h8 black rook · a7 black pawn · b7 black pawn · c7 black pawn · d7 black pawn · e7 black pawn · f7 black pawn · g7 black bishop · h7 black pawn · f6 black knight · g6 black pawn · b3 white pawn · f3 white knight · g3 white pawn · a2 white pawn · b2 white bishop · c2 white pawn · d2 white pawn · e2 white pawn · f2 white pawn · h2 white pawn · a1 white rook · b1 white knight · d1 white queen · e1 white king · f1 white bishop · h1 white rook | 7 |
| 6 | a8 black rook · b8 black knight · c8 black bishop · d8 black queen · e8 black king · h8 black rook · a7 black pawn · b7 black pawn · c7 black pawn · d7 black pawn · e7 black pawn · f7 black pawn · g7 black bishop · h7 black pawn · f6 black knight · g6 black pawn · b3 white pawn · f3 white knight · g3 white pawn · a2 white pawn · b2 white bishop · c2 white pawn · d2 white pawn · e2 white pawn · f2 white pawn · h2 white pawn · a1 white rook · b1 white knight · d1 white queen · e1 white king · f1 white bishop · h1 white rook | a8 black rook · b8 black knight · c8 black bishop · d8 black queen · e8 black king · h8 black rook · a7 black pawn · b7 black pawn · c7 black pawn · d7 black pawn · e7 black pawn · f7 black pawn · g7 black bishop · h7 black pawn · f6 black knight · g6 black pawn · b3 white pawn · f3 white knight · g3 white pawn · a2 white pawn · b2 white bishop · c2 white pawn · d2 white pawn · e2 white pawn · f2 white pawn · h2 white pawn · a1 white rook · b1 white knight · d1 white queen · e1 white king · f1 white bishop · h1 white rook | a8 black rook · b8 black knight · c8 black bishop · d8 black queen · e8 black king · h8 black rook · a7 black pawn · b7 black pawn · c7 black pawn · d7 black pawn · e7 black pawn · f7 black pawn · g7 black bishop · h7 black pawn · f6 black knight · g6 black pawn · b3 white pawn · f3 white knight · g3 white pawn · a2 white pawn · b2 white bishop · c2 white pawn · d2 white pawn · e2 white pawn · f2 white pawn · h2 white pawn · a1 white rook · b1 white knight · d1 white queen · e1 white king · f1 white bishop · h1 white rook | a8 black rook · b8 black knight · c8 black bishop · d8 black queen · e8 black king · h8 black rook · a7 black pawn · b7 black pawn · c7 black pawn · d7 black pawn · e7 black pawn · f7 black pawn · g7 black bishop · h7 black pawn · f6 black knight · g6 black pawn · b3 white pawn · f3 white knight · g3 white pawn · a2 white pawn · b2 white bishop · c2 white pawn · d2 white pawn · e2 white pawn · f2 white pawn · h2 white pawn · a1 white rook · b1 white knight · d1 white queen · e1 white king · f1 white bishop · h1 white rook | a8 black rook · b8 black knight · c8 black bishop · d8 black queen · e8 black king · h8 black rook · a7 black pawn · b7 black pawn · c7 black pawn · d7 black pawn · e7 black pawn · f7 black pawn · g7 black bishop · h7 black pawn · f6 black knight · g6 black pawn · b3 white pawn · f3 white knight · g3 white pawn · a2 white pawn · b2 white bishop · c2 white pawn · d2 white pawn · e2 white pawn · f2 white pawn · h2 white pawn · a1 white rook · b1 white knight · d1 white queen · e1 white king · f1 white bishop · h1 white rook | a8 black rook · b8 black knight · c8 black bishop · d8 black queen · e8 black king · h8 black rook · a7 black pawn · b7 black pawn · c7 black pawn · d7 black pawn · e7 black pawn · f7 black pawn · g7 black bishop · h7 black pawn · f6 black knight · g6 black pawn · b3 white pawn · f3 white knight · g3 white pawn · a2 white pawn · b2 white bishop · c2 white pawn · d2 white pawn · e2 white pawn · f2 white pawn · h2 white pawn · a1 white rook · b1 white knight · d1 white queen · e1 white king · f1 white bishop · h1 white rook | a8 black rook · b8 black knight · c8 black bishop · d8 black queen · e8 black king · h8 black rook · a7 black pawn · b7 black pawn · c7 black pawn · d7 black pawn · e7 black pawn · f7 black pawn · g7 black bishop · h7 black pawn · f6 black knight · g6 black pawn · b3 white pawn · f3 white knight · g3 white pawn · a2 white pawn · b2 white bishop · c2 white pawn · d2 white pawn · e2 white pawn · f2 white pawn · h2 white pawn · a1 white rook · b1 white knight · d1 white queen · e1 white king · f1 white bishop · h1 white rook | a8 black rook · b8 black knight · c8 black bishop · d8 black queen · e8 black king · h8 black rook · a7 black pawn · b7 black pawn · c7 black pawn · d7 black pawn · e7 black pawn · f7 black pawn · g7 black bishop · h7 black pawn · f6 black knight · g6 black pawn · b3 white pawn · f3 white knight · g3 white pawn · a2 white pawn · b2 white bishop · c2 white pawn · d2 white pawn · e2 white pawn · f2 white pawn · h2 white pawn · a1 white rook · b1 white knight · d1 white queen · e1 white king · f1 white bishop · h1 white rook | 6 |
| 5 | a8 black rook · b8 black knight · c8 black bishop · d8 black queen · e8 black king · h8 black rook · a7 black pawn · b7 black pawn · c7 black pawn · d7 black pawn · e7 black pawn · f7 black pawn · g7 black bishop · h7 black pawn · f6 black knight · g6 black pawn · b3 white pawn · f3 white knight · g3 white pawn · a2 white pawn · b2 white bishop · c2 white pawn · d2 white pawn · e2 white pawn · f2 white pawn · h2 white pawn · a1 white rook · b1 white knight · d1 white queen · e1 white king · f1 white bishop · h1 white rook | a8 black rook · b8 black knight · c8 black bishop · d8 black queen · e8 black king · h8 black rook · a7 black pawn · b7 black pawn · c7 black pawn · d7 black pawn · e7 black pawn · f7 black pawn · g7 black bishop · h7 black pawn · f6 black knight · g6 black pawn · b3 white pawn · f3 white knight · g3 white pawn · a2 white pawn · b2 white bishop · c2 white pawn · d2 white pawn · e2 white pawn · f2 white pawn · h2 white pawn · a1 white rook · b1 white knight · d1 white queen · e1 white king · f1 white bishop · h1 white rook | a8 black rook · b8 black knight · c8 black bishop · d8 black queen · e8 black king · h8 black rook · a7 black pawn · b7 black pawn · c7 black pawn · d7 black pawn · e7 black pawn · f7 black pawn · g7 black bishop · h7 black pawn · f6 black knight · g6 black pawn · b3 white pawn · f3 white knight · g3 white pawn · a2 white pawn · b2 white bishop · c2 white pawn · d2 white pawn · e2 white pawn · f2 white pawn · h2 white pawn · a1 white rook · b1 white knight · d1 white queen · e1 white king · f1 white bishop · h1 white rook | a8 black rook · b8 black knight · c8 black bishop · d8 black queen · e8 black king · h8 black rook · a7 black pawn · b7 black pawn · c7 black pawn · d7 black pawn · e7 black pawn · f7 black pawn · g7 black bishop · h7 black pawn · f6 black knight · g6 black pawn · b3 white pawn · f3 white knight · g3 white pawn · a2 white pawn · b2 white bishop · c2 white pawn · d2 white pawn · e2 white pawn · f2 white pawn · h2 white pawn · a1 white rook · b1 white knight · d1 white queen · e1 white king · f1 white bishop · h1 white rook | a8 black rook · b8 black knight · c8 black bishop · d8 black queen · e8 black king · h8 black rook · a7 black pawn · b7 black pawn · c7 black pawn · d7 black pawn · e7 black pawn · f7 black pawn · g7 black bishop · h7 black pawn · f6 black knight · g6 black pawn · b3 white pawn · f3 white knight · g3 white pawn · a2 white pawn · b2 white bishop · c2 white pawn · d2 white pawn · e2 white pawn · f2 white pawn · h2 white pawn · a1 white rook · b1 white knight · d1 white queen · e1 white king · f1 white bishop · h1 white rook | a8 black rook · b8 black knight · c8 black bishop · d8 black queen · e8 black king · h8 black rook · a7 black pawn · b7 black pawn · c7 black pawn · d7 black pawn · e7 black pawn · f7 black pawn · g7 black bishop · h7 black pawn · f6 black knight · g6 black pawn · b3 white pawn · f3 white knight · g3 white pawn · a2 white pawn · b2 white bishop · c2 white pawn · d2 white pawn · e2 white pawn · f2 white pawn · h2 white pawn · a1 white rook · b1 white knight · d1 white queen · e1 white king · f1 white bishop · h1 white rook | a8 black rook · b8 black knight · c8 black bishop · d8 black queen · e8 black king · h8 black rook · a7 black pawn · b7 black pawn · c7 black pawn · d7 black pawn · e7 black pawn · f7 black pawn · g7 black bishop · h7 black pawn · f6 black knight · g6 black pawn · b3 white pawn · f3 white knight · g3 white pawn · a2 white pawn · b2 white bishop · c2 white pawn · d2 white pawn · e2 white pawn · f2 white pawn · h2 white pawn · a1 white rook · b1 white knight · d1 white queen · e1 white king · f1 white bishop · h1 white rook | a8 black rook · b8 black knight · c8 black bishop · d8 black queen · e8 black king · h8 black rook · a7 black pawn · b7 black pawn · c7 black pawn · d7 black pawn · e7 black pawn · f7 black pawn · g7 black bishop · h7 black pawn · f6 black knight · g6 black pawn · b3 white pawn · f3 white knight · g3 white pawn · a2 white pawn · b2 white bishop · c2 white pawn · d2 white pawn · e2 white pawn · f2 white pawn · h2 white pawn · a1 white rook · b1 white knight · d1 white queen · e1 white king · f1 white bishop · h1 white rook | 5 |
| 4 | a8 black rook · b8 black knight · c8 black bishop · d8 black queen · e8 black king · h8 black rook · a7 black pawn · b7 black pawn · c7 black pawn · d7 black pawn · e7 black pawn · f7 black pawn · g7 black bishop · h7 black pawn · f6 black knight · g6 black pawn · b3 white pawn · f3 white knight · g3 white pawn · a2 white pawn · b2 white bishop · c2 white pawn · d2 white pawn · e2 white pawn · f2 white pawn · h2 white pawn · a1 white rook · b1 white knight · d1 white queen · e1 white king · f1 white bishop · h1 white rook | a8 black rook · b8 black knight · c8 black bishop · d8 black queen · e8 black king · h8 black rook · a7 black pawn · b7 black pawn · c7 black pawn · d7 black pawn · e7 black pawn · f7 black pawn · g7 black bishop · h7 black pawn · f6 black knight · g6 black pawn · b3 white pawn · f3 white knight · g3 white pawn · a2 white pawn · b2 white bishop · c2 white pawn · d2 white pawn · e2 white pawn · f2 white pawn · h2 white pawn · a1 white rook · b1 white knight · d1 white queen · e1 white king · f1 white bishop · h1 white rook | a8 black rook · b8 black knight · c8 black bishop · d8 black queen · e8 black king · h8 black rook · a7 black pawn · b7 black pawn · c7 black pawn · d7 black pawn · e7 black pawn · f7 black pawn · g7 black bishop · h7 black pawn · f6 black knight · g6 black pawn · b3 white pawn · f3 white knight · g3 white pawn · a2 white pawn · b2 white bishop · c2 white pawn · d2 white pawn · e2 white pawn · f2 white pawn · h2 white pawn · a1 white rook · b1 white knight · d1 white queen · e1 white king · f1 white bishop · h1 white rook | a8 black rook · b8 black knight · c8 black bishop · d8 black queen · e8 black king · h8 black rook · a7 black pawn · b7 black pawn · c7 black pawn · d7 black pawn · e7 black pawn · f7 black pawn · g7 black bishop · h7 black pawn · f6 black knight · g6 black pawn · b3 white pawn · f3 white knight · g3 white pawn · a2 white pawn · b2 white bishop · c2 white pawn · d2 white pawn · e2 white pawn · f2 white pawn · h2 white pawn · a1 white rook · b1 white knight · d1 white queen · e1 white king · f1 white bishop · h1 white rook | a8 black rook · b8 black knight · c8 black bishop · d8 black queen · e8 black king · h8 black rook · a7 black pawn · b7 black pawn · c7 black pawn · d7 black pawn · e7 black pawn · f7 black pawn · g7 black bishop · h7 black pawn · f6 black knight · g6 black pawn · b3 white pawn · f3 white knight · g3 white pawn · a2 white pawn · b2 white bishop · c2 white pawn · d2 white pawn · e2 white pawn · f2 white pawn · h2 white pawn · a1 white rook · b1 white knight · d1 white queen · e1 white king · f1 white bishop · h1 white rook | a8 black rook · b8 black knight · c8 black bishop · d8 black queen · e8 black king · h8 black rook · a7 black pawn · b7 black pawn · c7 black pawn · d7 black pawn · e7 black pawn · f7 black pawn · g7 black bishop · h7 black pawn · f6 black knight · g6 black pawn · b3 white pawn · f3 white knight · g3 white pawn · a2 white pawn · b2 white bishop · c2 white pawn · d2 white pawn · e2 white pawn · f2 white pawn · h2 white pawn · a1 white rook · b1 white knight · d1 white queen · e1 white king · f1 white bishop · h1 white rook | a8 black rook · b8 black knight · c8 black bishop · d8 black queen · e8 black king · h8 black rook · a7 black pawn · b7 black pawn · c7 black pawn · d7 black pawn · e7 black pawn · f7 black pawn · g7 black bishop · h7 black pawn · f6 black knight · g6 black pawn · b3 white pawn · f3 white knight · g3 white pawn · a2 white pawn · b2 white bishop · c2 white pawn · d2 white pawn · e2 white pawn · f2 white pawn · h2 white pawn · a1 white rook · b1 white knight · d1 white queen · e1 white king · f1 white bishop · h1 white rook | a8 black rook · b8 black knight · c8 black bishop · d8 black queen · e8 black king · h8 black rook · a7 black pawn · b7 black pawn · c7 black pawn · d7 black pawn · e7 black pawn · f7 black pawn · g7 black bishop · h7 black pawn · f6 black knight · g6 black pawn · b3 white pawn · f3 white knight · g3 white pawn · a2 white pawn · b2 white bishop · c2 white pawn · d2 white pawn · e2 white pawn · f2 white pawn · h2 white pawn · a1 white rook · b1 white knight · d1 white queen · e1 white king · f1 white bishop · h1 white rook | 4 |
| 3 | a8 black rook · b8 black knight · c8 black bishop · d8 black queen · e8 black king · h8 black rook · a7 black pawn · b7 black pawn · c7 black pawn · d7 black pawn · e7 black pawn · f7 black pawn · g7 black bishop · h7 black pawn · f6 black knight · g6 black pawn · b3 white pawn · f3 white knight · g3 white pawn · a2 white pawn · b2 white bishop · c2 white pawn · d2 white pawn · e2 white pawn · f2 white pawn · h2 white pawn · a1 white rook · b1 white knight · d1 white queen · e1 white king · f1 white bishop · h1 white rook | a8 black rook · b8 black knight · c8 black bishop · d8 black queen · e8 black king · h8 black rook · a7 black pawn · b7 black pawn · c7 black pawn · d7 black pawn · e7 black pawn · f7 black pawn · g7 black bishop · h7 black pawn · f6 black knight · g6 black pawn · b3 white pawn · f3 white knight · g3 white pawn · a2 white pawn · b2 white bishop · c2 white pawn · d2 white pawn · e2 white pawn · f2 white pawn · h2 white pawn · a1 white rook · b1 white knight · d1 white queen · e1 white king · f1 white bishop · h1 white rook | a8 black rook · b8 black knight · c8 black bishop · d8 black queen · e8 black king · h8 black rook · a7 black pawn · b7 black pawn · c7 black pawn · d7 black pawn · e7 black pawn · f7 black pawn · g7 black bishop · h7 black pawn · f6 black knight · g6 black pawn · b3 white pawn · f3 white knight · g3 white pawn · a2 white pawn · b2 white bishop · c2 white pawn · d2 white pawn · e2 white pawn · f2 white pawn · h2 white pawn · a1 white rook · b1 white knight · d1 white queen · e1 white king · f1 white bishop · h1 white rook | a8 black rook · b8 black knight · c8 black bishop · d8 black queen · e8 black king · h8 black rook · a7 black pawn · b7 black pawn · c7 black pawn · d7 black pawn · e7 black pawn · f7 black pawn · g7 black bishop · h7 black pawn · f6 black knight · g6 black pawn · b3 white pawn · f3 white knight · g3 white pawn · a2 white pawn · b2 white bishop · c2 white pawn · d2 white pawn · e2 white pawn · f2 white pawn · h2 white pawn · a1 white rook · b1 white knight · d1 white queen · e1 white king · f1 white bishop · h1 white rook | a8 black rook · b8 black knight · c8 black bishop · d8 black queen · e8 black king · h8 black rook · a7 black pawn · b7 black pawn · c7 black pawn · d7 black pawn · e7 black pawn · f7 black pawn · g7 black bishop · h7 black pawn · f6 black knight · g6 black pawn · b3 white pawn · f3 white knight · g3 white pawn · a2 white pawn · b2 white bishop · c2 white pawn · d2 white pawn · e2 white pawn · f2 white pawn · h2 white pawn · a1 white rook · b1 white knight · d1 white queen · e1 white king · f1 white bishop · h1 white rook | a8 black rook · b8 black knight · c8 black bishop · d8 black queen · e8 black king · h8 black rook · a7 black pawn · b7 black pawn · c7 black pawn · d7 black pawn · e7 black pawn · f7 black pawn · g7 black bishop · h7 black pawn · f6 black knight · g6 black pawn · b3 white pawn · f3 white knight · g3 white pawn · a2 white pawn · b2 white bishop · c2 white pawn · d2 white pawn · e2 white pawn · f2 white pawn · h2 white pawn · a1 white rook · b1 white knight · d1 white queen · e1 white king · f1 white bishop · h1 white rook | a8 black rook · b8 black knight · c8 black bishop · d8 black queen · e8 black king · h8 black rook · a7 black pawn · b7 black pawn · c7 black pawn · d7 black pawn · e7 black pawn · f7 black pawn · g7 black bishop · h7 black pawn · f6 black knight · g6 black pawn · b3 white pawn · f3 white knight · g3 white pawn · a2 white pawn · b2 white bishop · c2 white pawn · d2 white pawn · e2 white pawn · f2 white pawn · h2 white pawn · a1 white rook · b1 white knight · d1 white queen · e1 white king · f1 white bishop · h1 white rook | a8 black rook · b8 black knight · c8 black bishop · d8 black queen · e8 black king · h8 black rook · a7 black pawn · b7 black pawn · c7 black pawn · d7 black pawn · e7 black pawn · f7 black pawn · g7 black bishop · h7 black pawn · f6 black knight · g6 black pawn · b3 white pawn · f3 white knight · g3 white pawn · a2 white pawn · b2 white bishop · c2 white pawn · d2 white pawn · e2 white pawn · f2 white pawn · h2 white pawn · a1 white rook · b1 white knight · d1 white queen · e1 white king · f1 white bishop · h1 white rook | 3 |
| 2 | a8 black rook · b8 black knight · c8 black bishop · d8 black queen · e8 black king · h8 black rook · a7 black pawn · b7 black pawn · c7 black pawn · d7 black pawn · e7 black pawn · f7 black pawn · g7 black bishop · h7 black pawn · f6 black knight · g6 black pawn · b3 white pawn · f3 white knight · g3 white pawn · a2 white pawn · b2 white bishop · c2 white pawn · d2 white pawn · e2 white pawn · f2 white pawn · h2 white pawn · a1 white rook · b1 white knight · d1 white queen · e1 white king · f1 white bishop · h1 white rook | a8 black rook · b8 black knight · c8 black bishop · d8 black queen · e8 black king · h8 black rook · a7 black pawn · b7 black pawn · c7 black pawn · d7 black pawn · e7 black pawn · f7 black pawn · g7 black bishop · h7 black pawn · f6 black knight · g6 black pawn · b3 white pawn · f3 white knight · g3 white pawn · a2 white pawn · b2 white bishop · c2 white pawn · d2 white pawn · e2 white pawn · f2 white pawn · h2 white pawn · a1 white rook · b1 white knight · d1 white queen · e1 white king · f1 white bishop · h1 white rook | a8 black rook · b8 black knight · c8 black bishop · d8 black queen · e8 black king · h8 black rook · a7 black pawn · b7 black pawn · c7 black pawn · d7 black pawn · e7 black pawn · f7 black pawn · g7 black bishop · h7 black pawn · f6 black knight · g6 black pawn · b3 white pawn · f3 white knight · g3 white pawn · a2 white pawn · b2 white bishop · c2 white pawn · d2 white pawn · e2 white pawn · f2 white pawn · h2 white pawn · a1 white rook · b1 white knight · d1 white queen · e1 white king · f1 white bishop · h1 white rook | a8 black rook · b8 black knight · c8 black bishop · d8 black queen · e8 black king · h8 black rook · a7 black pawn · b7 black pawn · c7 black pawn · d7 black pawn · e7 black pawn · f7 black pawn · g7 black bishop · h7 black pawn · f6 black knight · g6 black pawn · b3 white pawn · f3 white knight · g3 white pawn · a2 white pawn · b2 white bishop · c2 white pawn · d2 white pawn · e2 white pawn · f2 white pawn · h2 white pawn · a1 white rook · b1 white knight · d1 white queen · e1 white king · f1 white bishop · h1 white rook | a8 black rook · b8 black knight · c8 black bishop · d8 black queen · e8 black king · h8 black rook · a7 black pawn · b7 black pawn · c7 black pawn · d7 black pawn · e7 black pawn · f7 black pawn · g7 black bishop · h7 black pawn · f6 black knight · g6 black pawn · b3 white pawn · f3 white knight · g3 white pawn · a2 white pawn · b2 white bishop · c2 white pawn · d2 white pawn · e2 white pawn · f2 white pawn · h2 white pawn · a1 white rook · b1 white knight · d1 white queen · e1 white king · f1 white bishop · h1 white rook | a8 black rook · b8 black knight · c8 black bishop · d8 black queen · e8 black king · h8 black rook · a7 black pawn · b7 black pawn · c7 black pawn · d7 black pawn · e7 black pawn · f7 black pawn · g7 black bishop · h7 black pawn · f6 black knight · g6 black pawn · b3 white pawn · f3 white knight · g3 white pawn · a2 white pawn · b2 white bishop · c2 white pawn · d2 white pawn · e2 white pawn · f2 white pawn · h2 white pawn · a1 white rook · b1 white knight · d1 white queen · e1 white king · f1 white bishop · h1 white rook | a8 black rook · b8 black knight · c8 black bishop · d8 black queen · e8 black king · h8 black rook · a7 black pawn · b7 black pawn · c7 black pawn · d7 black pawn · e7 black pawn · f7 black pawn · g7 black bishop · h7 black pawn · f6 black knight · g6 black pawn · b3 white pawn · f3 white knight · g3 white pawn · a2 white pawn · b2 white bishop · c2 white pawn · d2 white pawn · e2 white pawn · f2 white pawn · h2 white pawn · a1 white rook · b1 white knight · d1 white queen · e1 white king · f1 white bishop · h1 white rook | a8 black rook · b8 black knight · c8 black bishop · d8 black queen · e8 black king · h8 black rook · a7 black pawn · b7 black pawn · c7 black pawn · d7 black pawn · e7 black pawn · f7 black pawn · g7 black bishop · h7 black pawn · f6 black knight · g6 black pawn · b3 white pawn · f3 white knight · g3 white pawn · a2 white pawn · b2 white bishop · c2 white pawn · d2 white pawn · e2 white pawn · f2 white pawn · h2 white pawn · a1 white rook · b1 white knight · d1 white queen · e1 white king · f1 white bishop · h1 white rook | 2 |
| 1 | a8 black rook · b8 black knight · c8 black bishop · d8 black queen · e8 black king · h8 black rook · a7 black pawn · b7 black pawn · c7 black pawn · d7 black pawn · e7 black pawn · f7 black pawn · g7 black bishop · h7 black pawn · f6 black knight · g6 black pawn · b3 white pawn · f3 white knight · g3 white pawn · a2 white pawn · b2 white bishop · c2 white pawn · d2 white pawn · e2 white pawn · f2 white pawn · h2 white pawn · a1 white rook · b1 white knight · d1 white queen · e1 white king · f1 white bishop · h1 white rook | a8 black rook · b8 black knight · c8 black bishop · d8 black queen · e8 black king · h8 black rook · a7 black pawn · b7 black pawn · c7 black pawn · d7 black pawn · e7 black pawn · f7 black pawn · g7 black bishop · h7 black pawn · f6 black knight · g6 black pawn · b3 white pawn · f3 white knight · g3 white pawn · a2 white pawn · b2 white bishop · c2 white pawn · d2 white pawn · e2 white pawn · f2 white pawn · h2 white pawn · a1 white rook · b1 white knight · d1 white queen · e1 white king · f1 white bishop · h1 white rook | a8 black rook · b8 black knight · c8 black bishop · d8 black queen · e8 black king · h8 black rook · a7 black pawn · b7 black pawn · c7 black pawn · d7 black pawn · e7 black pawn · f7 black pawn · g7 black bishop · h7 black pawn · f6 black knight · g6 black pawn · b3 white pawn · f3 white knight · g3 white pawn · a2 white pawn · b2 white bishop · c2 white pawn · d2 white pawn · e2 white pawn · f2 white pawn · h2 white pawn · a1 white rook · b1 white knight · d1 white queen · e1 white king · f1 white bishop · h1 white rook | a8 black rook · b8 black knight · c8 black bishop · d8 black queen · e8 black king · h8 black rook · a7 black pawn · b7 black pawn · c7 black pawn · d7 black pawn · e7 black pawn · f7 black pawn · g7 black bishop · h7 black pawn · f6 black knight · g6 black pawn · b3 white pawn · f3 white knight · g3 white pawn · a2 white pawn · b2 white bishop · c2 white pawn · d2 white pawn · e2 white pawn · f2 white pawn · h2 white pawn · a1 white rook · b1 white knight · d1 white queen · e1 white king · f1 white bishop · h1 white rook | a8 black rook · b8 black knight · c8 black bishop · d8 black queen · e8 black king · h8 black rook · a7 black pawn · b7 black pawn · c7 black pawn · d7 black pawn · e7 black pawn · f7 black pawn · g7 black bishop · h7 black pawn · f6 black knight · g6 black pawn · b3 white pawn · f3 white knight · g3 white pawn · a2 white pawn · b2 white bishop · c2 white pawn · d2 white pawn · e2 white pawn · f2 white pawn · h2 white pawn · a1 white rook · b1 white knight · d1 white queen · e1 white king · f1 white bishop · h1 white rook | a8 black rook · b8 black knight · c8 black bishop · d8 black queen · e8 black king · h8 black rook · a7 black pawn · b7 black pawn · c7 black pawn · d7 black pawn · e7 black pawn · f7 black pawn · g7 black bishop · h7 black pawn · f6 black knight · g6 black pawn · b3 white pawn · f3 white knight · g3 white pawn · a2 white pawn · b2 white bishop · c2 white pawn · d2 white pawn · e2 white pawn · f2 white pawn · h2 white pawn · a1 white rook · b1 white knight · d1 white queen · e1 white king · f1 white bishop · h1 white rook | a8 black rook · b8 black knight · c8 black bishop · d8 black queen · e8 black king · h8 black rook · a7 black pawn · b7 black pawn · c7 black pawn · d7 black pawn · e7 black pawn · f7 black pawn · g7 black bishop · h7 black pawn · f6 black knight · g6 black pawn · b3 white pawn · f3 white knight · g3 white pawn · a2 white pawn · b2 white bishop · c2 white pawn · d2 white pawn · e2 white pawn · f2 white pawn · h2 white pawn · a1 white rook · b1 white knight · d1 white queen · e1 white king · f1 white bishop · h1 white rook | a8 black rook · b8 black knight · c8 black bishop · d8 black queen · e8 black king · h8 black rook · a7 black pawn · b7 black pawn · c7 black pawn · d7 black pawn · e7 black pawn · f7 black pawn · g7 black bishop · h7 black pawn · f6 black knight · g6 black pawn · b3 white pawn · f3 white knight · g3 white pawn · a2 white pawn · b2 white bishop · c2 white pawn · d2 white pawn · e2 white pawn · f2 white pawn · h2 white pawn · a1 white rook · b1 white knight · d1 white queen · e1 white king · f1 white bishop · h1 white rook | 1 |
|   | a | b | c | d | e | f | g | h |   |

Након 2 ... г6, бијели може играти 3.г3, 3. Лб2 или 3.ц4. Потез 3.г3 једнак је 2.г3 г6 3.б3, што даје Рети отварање ( ЕЦО А05) или краљеву индијску, фијанкето без ц4 ( ЕЦО А49). Са потезом 3. Лб2, црни обично игра 3. . . Лг7. Бијели може да настави 4.г3, 4.ц4 или 4.е3. Послије 3.ц4, игра се обично наставља 3. . . Лг7 4. Лб2.

## Нимцовић – Ларсен напад
|   | a | b | c | d | e | f | g | h |   |
| 8 | a8 black rook · b8 black knight · c8 black bishop · d8 black queen · e8 black king · f8 black bishop · g8 black knight · h8 black rook · a7 black pawn · b7 black pawn · c7 black pawn · e7 black pawn · f7 black pawn · g7 black pawn · h7 black pawn · d5 black pawn · b3 white pawn · f3 white knight · a2 white pawn · c2 white pawn · d2 white pawn · e2 white pawn · f2 white pawn · g2 white pawn · h2 white pawn · a1 white rook · b1 white knight · c1 white bishop · d1 white queen · e1 white king · f1 white bishop · h1 white rook | a8 black rook · b8 black knight · c8 black bishop · d8 black queen · e8 black king · f8 black bishop · g8 black knight · h8 black rook · a7 black pawn · b7 black pawn · c7 black pawn · e7 black pawn · f7 black pawn · g7 black pawn · h7 black pawn · d5 black pawn · b3 white pawn · f3 white knight · a2 white pawn · c2 white pawn · d2 white pawn · e2 white pawn · f2 white pawn · g2 white pawn · h2 white pawn · a1 white rook · b1 white knight · c1 white bishop · d1 white queen · e1 white king · f1 white bishop · h1 white rook | a8 black rook · b8 black knight · c8 black bishop · d8 black queen · e8 black king · f8 black bishop · g8 black knight · h8 black rook · a7 black pawn · b7 black pawn · c7 black pawn · e7 black pawn · f7 black pawn · g7 black pawn · h7 black pawn · d5 black pawn · b3 white pawn · f3 white knight · a2 white pawn · c2 white pawn · d2 white pawn · e2 white pawn · f2 white pawn · g2 white pawn · h2 white pawn · a1 white rook · b1 white knight · c1 white bishop · d1 white queen · e1 white king · f1 white bishop · h1 white rook | a8 black rook · b8 black knight · c8 black bishop · d8 black queen · e8 black king · f8 black bishop · g8 black knight · h8 black rook · a7 black pawn · b7 black pawn · c7 black pawn · e7 black pawn · f7 black pawn · g7 black pawn · h7 black pawn · d5 black pawn · b3 white pawn · f3 white knight · a2 white pawn · c2 white pawn · d2 white pawn · e2 white pawn · f2 white pawn · g2 white pawn · h2 white pawn · a1 white rook · b1 white knight · c1 white bishop · d1 white queen · e1 white king · f1 white bishop · h1 white rook | a8 black rook · b8 black knight · c8 black bishop · d8 black queen · e8 black king · f8 black bishop · g8 black knight · h8 black rook · a7 black pawn · b7 black pawn · c7 black pawn · e7 black pawn · f7 black pawn · g7 black pawn · h7 black pawn · d5 black pawn · b3 white pawn · f3 white knight · a2 white pawn · c2 white pawn · d2 white pawn · e2 white pawn · f2 white pawn · g2 white pawn · h2 white pawn · a1 white rook · b1 white knight · c1 white bishop · d1 white queen · e1 white king · f1 white bishop · h1 white rook | a8 black rook · b8 black knight · c8 black bishop · d8 black queen · e8 black king · f8 black bishop · g8 black knight · h8 black rook · a7 black pawn · b7 black pawn · c7 black pawn · e7 black pawn · f7 black pawn · g7 black pawn · h7 black pawn · d5 black pawn · b3 white pawn · f3 white knight · a2 white pawn · c2 white pawn · d2 white pawn · e2 white pawn · f2 white pawn · g2 white pawn · h2 white pawn · a1 white rook · b1 white knight · c1 white bishop · d1 white queen · e1 white king · f1 white bishop · h1 white rook | a8 black rook · b8 black knight · c8 black bishop · d8 black queen · e8 black king · f8 black bishop · g8 black knight · h8 black rook · a7 black pawn · b7 black pawn · c7 black pawn · e7 black pawn · f7 black pawn · g7 black pawn · h7 black pawn · d5 black pawn · b3 white pawn · f3 white knight · a2 white pawn · c2 white pawn · d2 white pawn · e2 white pawn · f2 white pawn · g2 white pawn · h2 white pawn · a1 white rook · b1 white knight · c1 white bishop · d1 white queen · e1 white king · f1 white bishop · h1 white rook | a8 black rook · b8 black knight · c8 black bishop · d8 black queen · e8 black king · f8 black bishop · g8 black knight · h8 black rook · a7 black pawn · b7 black pawn · c7 black pawn · e7 black pawn · f7 black pawn · g7 black pawn · h7 black pawn · d5 black pawn · b3 white pawn · f3 white knight · a2 white pawn · c2 white pawn · d2 white pawn · e2 white pawn · f2 white pawn · g2 white pawn · h2 white pawn · a1 white rook · b1 white knight · c1 white bishop · d1 white queen · e1 white king · f1 white bishop · h1 white rook | 8 |
| 7 | a8 black rook · b8 black knight · c8 black bishop · d8 black queen · e8 black king · f8 black bishop · g8 black knight · h8 black rook · a7 black pawn · b7 black pawn · c7 black pawn · e7 black pawn · f7 black pawn · g7 black pawn · h7 black pawn · d5 black pawn · b3 white pawn · f3 white knight · a2 white pawn · c2 white pawn · d2 white pawn · e2 white pawn · f2 white pawn · g2 white pawn · h2 white pawn · a1 white rook · b1 white knight · c1 white bishop · d1 white queen · e1 white king · f1 white bishop · h1 white rook | a8 black rook · b8 black knight · c8 black bishop · d8 black queen · e8 black king · f8 black bishop · g8 black knight · h8 black rook · a7 black pawn · b7 black pawn · c7 black pawn · e7 black pawn · f7 black pawn · g7 black pawn · h7 black pawn · d5 black pawn · b3 white pawn · f3 white knight · a2 white pawn · c2 white pawn · d2 white pawn · e2 white pawn · f2 white pawn · g2 white pawn · h2 white pawn · a1 white rook · b1 white knight · c1 white bishop · d1 white queen · e1 white king · f1 white bishop · h1 white rook | a8 black rook · b8 black knight · c8 black bishop · d8 black queen · e8 black king · f8 black bishop · g8 black knight · h8 black rook · a7 black pawn · b7 black pawn · c7 black pawn · e7 black pawn · f7 black pawn · g7 black pawn · h7 black pawn · d5 black pawn · b3 white pawn · f3 white knight · a2 white pawn · c2 white pawn · d2 white pawn · e2 white pawn · f2 white pawn · g2 white pawn · h2 white pawn · a1 white rook · b1 white knight · c1 white bishop · d1 white queen · e1 white king · f1 white bishop · h1 white rook | a8 black rook · b8 black knight · c8 black bishop · d8 black queen · e8 black king · f8 black bishop · g8 black knight · h8 black rook · a7 black pawn · b7 black pawn · c7 black pawn · e7 black pawn · f7 black pawn · g7 black pawn · h7 black pawn · d5 black pawn · b3 white pawn · f3 white knight · a2 white pawn · c2 white pawn · d2 white pawn · e2 white pawn · f2 white pawn · g2 white pawn · h2 white pawn · a1 white rook · b1 white knight · c1 white bishop · d1 white queen · e1 white king · f1 white bishop · h1 white rook | a8 black rook · b8 black knight · c8 black bishop · d8 black queen · e8 black king · f8 black bishop · g8 black knight · h8 black rook · a7 black pawn · b7 black pawn · c7 black pawn · e7 black pawn · f7 black pawn · g7 black pawn · h7 black pawn · d5 black pawn · b3 white pawn · f3 white knight · a2 white pawn · c2 white pawn · d2 white pawn · e2 white pawn · f2 white pawn · g2 white pawn · h2 white pawn · a1 white rook · b1 white knight · c1 white bishop · d1 white queen · e1 white king · f1 white bishop · h1 white rook | a8 black rook · b8 black knight · c8 black bishop · d8 black queen · e8 black king · f8 black bishop · g8 black knight · h8 black rook · a7 black pawn · b7 black pawn · c7 black pawn · e7 black pawn · f7 black pawn · g7 black pawn · h7 black pawn · d5 black pawn · b3 white pawn · f3 white knight · a2 white pawn · c2 white pawn · d2 white pawn · e2 white pawn · f2 white pawn · g2 white pawn · h2 white pawn · a1 white rook · b1 white knight · c1 white bishop · d1 white queen · e1 white king · f1 white bishop · h1 white rook | a8 black rook · b8 black knight · c8 black bishop · d8 black queen · e8 black king · f8 black bishop · g8 black knight · h8 black rook · a7 black pawn · b7 black pawn · c7 black pawn · e7 black pawn · f7 black pawn · g7 black pawn · h7 black pawn · d5 black pawn · b3 white pawn · f3 white knight · a2 white pawn · c2 white pawn · d2 white pawn · e2 white pawn · f2 white pawn · g2 white pawn · h2 white pawn · a1 white rook · b1 white knight · c1 white bishop · d1 white queen · e1 white king · f1 white bishop · h1 white rook | a8 black rook · b8 black knight · c8 black bishop · d8 black queen · e8 black king · f8 black bishop · g8 black knight · h8 black rook · a7 black pawn · b7 black pawn · c7 black pawn · e7 black pawn · f7 black pawn · g7 black pawn · h7 black pawn · d5 black pawn · b3 white pawn · f3 white knight · a2 white pawn · c2 white pawn · d2 white pawn · e2 white pawn · f2 white pawn · g2 white pawn · h2 white pawn · a1 white rook · b1 white knight · c1 white bishop · d1 white queen · e1 white king · f1 white bishop · h1 white rook | 7 |
| 6 | a8 black rook · b8 black knight · c8 black bishop · d8 black queen · e8 black king · f8 black bishop · g8 black knight · h8 black rook · a7 black pawn · b7 black pawn · c7 black pawn · e7 black pawn · f7 black pawn · g7 black pawn · h7 black pawn · d5 black pawn · b3 white pawn · f3 white knight · a2 white pawn · c2 white pawn · d2 white pawn · e2 white pawn · f2 white pawn · g2 white pawn · h2 white pawn · a1 white rook · b1 white knight · c1 white bishop · d1 white queen · e1 white king · f1 white bishop · h1 white rook | a8 black rook · b8 black knight · c8 black bishop · d8 black queen · e8 black king · f8 black bishop · g8 black knight · h8 black rook · a7 black pawn · b7 black pawn · c7 black pawn · e7 black pawn · f7 black pawn · g7 black pawn · h7 black pawn · d5 black pawn · b3 white pawn · f3 white knight · a2 white pawn · c2 white pawn · d2 white pawn · e2 white pawn · f2 white pawn · g2 white pawn · h2 white pawn · a1 white rook · b1 white knight · c1 white bishop · d1 white queen · e1 white king · f1 white bishop · h1 white rook | a8 black rook · b8 black knight · c8 black bishop · d8 black queen · e8 black king · f8 black bishop · g8 black knight · h8 black rook · a7 black pawn · b7 black pawn · c7 black pawn · e7 black pawn · f7 black pawn · g7 black pawn · h7 black pawn · d5 black pawn · b3 white pawn · f3 white knight · a2 white pawn · c2 white pawn · d2 white pawn · e2 white pawn · f2 white pawn · g2 white pawn · h2 white pawn · a1 white rook · b1 white knight · c1 white bishop · d1 white queen · e1 white king · f1 white bishop · h1 white rook | a8 black rook · b8 black knight · c8 black bishop · d8 black queen · e8 black king · f8 black bishop · g8 black knight · h8 black rook · a7 black pawn · b7 black pawn · c7 black pawn · e7 black pawn · f7 black pawn · g7 black pawn · h7 black pawn · d5 black pawn · b3 white pawn · f3 white knight · a2 white pawn · c2 white pawn · d2 white pawn · e2 white pawn · f2 white pawn · g2 white pawn · h2 white pawn · a1 white rook · b1 white knight · c1 white bishop · d1 white queen · e1 white king · f1 white bishop · h1 white rook | a8 black rook · b8 black knight · c8 black bishop · d8 black queen · e8 black king · f8 black bishop · g8 black knight · h8 black rook · a7 black pawn · b7 black pawn · c7 black pawn · e7 black pawn · f7 black pawn · g7 black pawn · h7 black pawn · d5 black pawn · b3 white pawn · f3 white knight · a2 white pawn · c2 white pawn · d2 white pawn · e2 white pawn · f2 white pawn · g2 white pawn · h2 white pawn · a1 white rook · b1 white knight · c1 white bishop · d1 white queen · e1 white king · f1 white bishop · h1 white rook | a8 black rook · b8 black knight · c8 black bishop · d8 black queen · e8 black king · f8 black bishop · g8 black knight · h8 black rook · a7 black pawn · b7 black pawn · c7 black pawn · e7 black pawn · f7 black pawn · g7 black pawn · h7 black pawn · d5 black pawn · b3 white pawn · f3 white knight · a2 white pawn · c2 white pawn · d2 white pawn · e2 white pawn · f2 white pawn · g2 white pawn · h2 white pawn · a1 white rook · b1 white knight · c1 white bishop · d1 white queen · e1 white king · f1 white bishop · h1 white rook | a8 black rook · b8 black knight · c8 black bishop · d8 black queen · e8 black king · f8 black bishop · g8 black knight · h8 black rook · a7 black pawn · b7 black pawn · c7 black pawn · e7 black pawn · f7 black pawn · g7 black pawn · h7 black pawn · d5 black pawn · b3 white pawn · f3 white knight · a2 white pawn · c2 white pawn · d2 white pawn · e2 white pawn · f2 white pawn · g2 white pawn · h2 white pawn · a1 white rook · b1 white knight · c1 white bishop · d1 white queen · e1 white king · f1 white bishop · h1 white rook | a8 black rook · b8 black knight · c8 black bishop · d8 black queen · e8 black king · f8 black bishop · g8 black knight · h8 black rook · a7 black pawn · b7 black pawn · c7 black pawn · e7 black pawn · f7 black pawn · g7 black pawn · h7 black pawn · d5 black pawn · b3 white pawn · f3 white knight · a2 white pawn · c2 white pawn · d2 white pawn · e2 white pawn · f2 white pawn · g2 white pawn · h2 white pawn · a1 white rook · b1 white knight · c1 white bishop · d1 white queen · e1 white king · f1 white bishop · h1 white rook | 6 |
| 5 | a8 black rook · b8 black knight · c8 black bishop · d8 black queen · e8 black king · f8 black bishop · g8 black knight · h8 black rook · a7 black pawn · b7 black pawn · c7 black pawn · e7 black pawn · f7 black pawn · g7 black pawn · h7 black pawn · d5 black pawn · b3 white pawn · f3 white knight · a2 white pawn · c2 white pawn · d2 white pawn · e2 white pawn · f2 white pawn · g2 white pawn · h2 white pawn · a1 white rook · b1 white knight · c1 white bishop · d1 white queen · e1 white king · f1 white bishop · h1 white rook | a8 black rook · b8 black knight · c8 black bishop · d8 black queen · e8 black king · f8 black bishop · g8 black knight · h8 black rook · a7 black pawn · b7 black pawn · c7 black pawn · e7 black pawn · f7 black pawn · g7 black pawn · h7 black pawn · d5 black pawn · b3 white pawn · f3 white knight · a2 white pawn · c2 white pawn · d2 white pawn · e2 white pawn · f2 white pawn · g2 white pawn · h2 white pawn · a1 white rook · b1 white knight · c1 white bishop · d1 white queen · e1 white king · f1 white bishop · h1 white rook | a8 black rook · b8 black knight · c8 black bishop · d8 black queen · e8 black king · f8 black bishop · g8 black knight · h8 black rook · a7 black pawn · b7 black pawn · c7 black pawn · e7 black pawn · f7 black pawn · g7 black pawn · h7 black pawn · d5 black pawn · b3 white pawn · f3 white knight · a2 white pawn · c2 white pawn · d2 white pawn · e2 white pawn · f2 white pawn · g2 white pawn · h2 white pawn · a1 white rook · b1 white knight · c1 white bishop · d1 white queen · e1 white king · f1 white bishop · h1 white rook | a8 black rook · b8 black knight · c8 black bishop · d8 black queen · e8 black king · f8 black bishop · g8 black knight · h8 black rook · a7 black pawn · b7 black pawn · c7 black pawn · e7 black pawn · f7 black pawn · g7 black pawn · h7 black pawn · d5 black pawn · b3 white pawn · f3 white knight · a2 white pawn · c2 white pawn · d2 white pawn · e2 white pawn · f2 white pawn · g2 white pawn · h2 white pawn · a1 white rook · b1 white knight · c1 white bishop · d1 white queen · e1 white king · f1 white bishop · h1 white rook | a8 black rook · b8 black knight · c8 black bishop · d8 black queen · e8 black king · f8 black bishop · g8 black knight · h8 black rook · a7 black pawn · b7 black pawn · c7 black pawn · e7 black pawn · f7 black pawn · g7 black pawn · h7 black pawn · d5 black pawn · b3 white pawn · f3 white knight · a2 white pawn · c2 white pawn · d2 white pawn · e2 white pawn · f2 white pawn · g2 white pawn · h2 white pawn · a1 white rook · b1 white knight · c1 white bishop · d1 white queen · e1 white king · f1 white bishop · h1 white rook | a8 black rook · b8 black knight · c8 black bishop · d8 black queen · e8 black king · f8 black bishop · g8 black knight · h8 black rook · a7 black pawn · b7 black pawn · c7 black pawn · e7 black pawn · f7 black pawn · g7 black pawn · h7 black pawn · d5 black pawn · b3 white pawn · f3 white knight · a2 white pawn · c2 white pawn · d2 white pawn · e2 white pawn · f2 white pawn · g2 white pawn · h2 white pawn · a1 white rook · b1 white knight · c1 white bishop · d1 white queen · e1 white king · f1 white bishop · h1 white rook | a8 black rook · b8 black knight · c8 black bishop · d8 black queen · e8 black king · f8 black bishop · g8 black knight · h8 black rook · a7 black pawn · b7 black pawn · c7 black pawn · e7 black pawn · f7 black pawn · g7 black pawn · h7 black pawn · d5 black pawn · b3 white pawn · f3 white knight · a2 white pawn · c2 white pawn · d2 white pawn · e2 white pawn · f2 white pawn · g2 white pawn · h2 white pawn · a1 white rook · b1 white knight · c1 white bishop · d1 white queen · e1 white king · f1 white bishop · h1 white rook | a8 black rook · b8 black knight · c8 black bishop · d8 black queen · e8 black king · f8 black bishop · g8 black knight · h8 black rook · a7 black pawn · b7 black pawn · c7 black pawn · e7 black pawn · f7 black pawn · g7 black pawn · h7 black pawn · d5 black pawn · b3 white pawn · f3 white knight · a2 white pawn · c2 white pawn · d2 white pawn · e2 white pawn · f2 white pawn · g2 white pawn · h2 white pawn · a1 white rook · b1 white knight · c1 white bishop · d1 white queen · e1 white king · f1 white bishop · h1 white rook | 5 |
| 4 | a8 black rook · b8 black knight · c8 black bishop · d8 black queen · e8 black king · f8 black bishop · g8 black knight · h8 black rook · a7 black pawn · b7 black pawn · c7 black pawn · e7 black pawn · f7 black pawn · g7 black pawn · h7 black pawn · d5 black pawn · b3 white pawn · f3 white knight · a2 white pawn · c2 white pawn · d2 white pawn · e2 white pawn · f2 white pawn · g2 white pawn · h2 white pawn · a1 white rook · b1 white knight · c1 white bishop · d1 white queen · e1 white king · f1 white bishop · h1 white rook | a8 black rook · b8 black knight · c8 black bishop · d8 black queen · e8 black king · f8 black bishop · g8 black knight · h8 black rook · a7 black pawn · b7 black pawn · c7 black pawn · e7 black pawn · f7 black pawn · g7 black pawn · h7 black pawn · d5 black pawn · b3 white pawn · f3 white knight · a2 white pawn · c2 white pawn · d2 white pawn · e2 white pawn · f2 white pawn · g2 white pawn · h2 white pawn · a1 white rook · b1 white knight · c1 white bishop · d1 white queen · e1 white king · f1 white bishop · h1 white rook | a8 black rook · b8 black knight · c8 black bishop · d8 black queen · e8 black king · f8 black bishop · g8 black knight · h8 black rook · a7 black pawn · b7 black pawn · c7 black pawn · e7 black pawn · f7 black pawn · g7 black pawn · h7 black pawn · d5 black pawn · b3 white pawn · f3 white knight · a2 white pawn · c2 white pawn · d2 white pawn · e2 white pawn · f2 white pawn · g2 white pawn · h2 white pawn · a1 white rook · b1 white knight · c1 white bishop · d1 white queen · e1 white king · f1 white bishop · h1 white rook | a8 black rook · b8 black knight · c8 black bishop · d8 black queen · e8 black king · f8 black bishop · g8 black knight · h8 black rook · a7 black pawn · b7 black pawn · c7 black pawn · e7 black pawn · f7 black pawn · g7 black pawn · h7 black pawn · d5 black pawn · b3 white pawn · f3 white knight · a2 white pawn · c2 white pawn · d2 white pawn · e2 white pawn · f2 white pawn · g2 white pawn · h2 white pawn · a1 white rook · b1 white knight · c1 white bishop · d1 white queen · e1 white king · f1 white bishop · h1 white rook | a8 black rook · b8 black knight · c8 black bishop · d8 black queen · e8 black king · f8 black bishop · g8 black knight · h8 black rook · a7 black pawn · b7 black pawn · c7 black pawn · e7 black pawn · f7 black pawn · g7 black pawn · h7 black pawn · d5 black pawn · b3 white pawn · f3 white knight · a2 white pawn · c2 white pawn · d2 white pawn · e2 white pawn · f2 white pawn · g2 white pawn · h2 white pawn · a1 white rook · b1 white knight · c1 white bishop · d1 white queen · e1 white king · f1 white bishop · h1 white rook | a8 black rook · b8 black knight · c8 black bishop · d8 black queen · e8 black king · f8 black bishop · g8 black knight · h8 black rook · a7 black pawn · b7 black pawn · c7 black pawn · e7 black pawn · f7 black pawn · g7 black pawn · h7 black pawn · d5 black pawn · b3 white pawn · f3 white knight · a2 white pawn · c2 white pawn · d2 white pawn · e2 white pawn · f2 white pawn · g2 white pawn · h2 white pawn · a1 white rook · b1 white knight · c1 white bishop · d1 white queen · e1 white king · f1 white bishop · h1 white rook | a8 black rook · b8 black knight · c8 black bishop · d8 black queen · e8 black king · f8 black bishop · g8 black knight · h8 black rook · a7 black pawn · b7 black pawn · c7 black pawn · e7 black pawn · f7 black pawn · g7 black pawn · h7 black pawn · d5 black pawn · b3 white pawn · f3 white knight · a2 white pawn · c2 white pawn · d2 white pawn · e2 white pawn · f2 white pawn · g2 white pawn · h2 white pawn · a1 white rook · b1 white knight · c1 white bishop · d1 white queen · e1 white king · f1 white bishop · h1 white rook | a8 black rook · b8 black knight · c8 black bishop · d8 black queen · e8 black king · f8 black bishop · g8 black knight · h8 black rook · a7 black pawn · b7 black pawn · c7 black pawn · e7 black pawn · f7 black pawn · g7 black pawn · h7 black pawn · d5 black pawn · b3 white pawn · f3 white knight · a2 white pawn · c2 white pawn · d2 white pawn · e2 white pawn · f2 white pawn · g2 white pawn · h2 white pawn · a1 white rook · b1 white knight · c1 white bishop · d1 white queen · e1 white king · f1 white bishop · h1 white rook | 4 |
| 3 | a8 black rook · b8 black knight · c8 black bishop · d8 black queen · e8 black king · f8 black bishop · g8 black knight · h8 black rook · a7 black pawn · b7 black pawn · c7 black pawn · e7 black pawn · f7 black pawn · g7 black pawn · h7 black pawn · d5 black pawn · b3 white pawn · f3 white knight · a2 white pawn · c2 white pawn · d2 white pawn · e2 white pawn · f2 white pawn · g2 white pawn · h2 white pawn · a1 white rook · b1 white knight · c1 white bishop · d1 white queen · e1 white king · f1 white bishop · h1 white rook | a8 black rook · b8 black knight · c8 black bishop · d8 black queen · e8 black king · f8 black bishop · g8 black knight · h8 black rook · a7 black pawn · b7 black pawn · c7 black pawn · e7 black pawn · f7 black pawn · g7 black pawn · h7 black pawn · d5 black pawn · b3 white pawn · f3 white knight · a2 white pawn · c2 white pawn · d2 white pawn · e2 white pawn · f2 white pawn · g2 white pawn · h2 white pawn · a1 white rook · b1 white knight · c1 white bishop · d1 white queen · e1 white king · f1 white bishop · h1 white rook | a8 black rook · b8 black knight · c8 black bishop · d8 black queen · e8 black king · f8 black bishop · g8 black knight · h8 black rook · a7 black pawn · b7 black pawn · c7 black pawn · e7 black pawn · f7 black pawn · g7 black pawn · h7 black pawn · d5 black pawn · b3 white pawn · f3 white knight · a2 white pawn · c2 white pawn · d2 white pawn · e2 white pawn · f2 white pawn · g2 white pawn · h2 white pawn · a1 white rook · b1 white knight · c1 white bishop · d1 white queen · e1 white king · f1 white bishop · h1 white rook | a8 black rook · b8 black knight · c8 black bishop · d8 black queen · e8 black king · f8 black bishop · g8 black knight · h8 black rook · a7 black pawn · b7 black pawn · c7 black pawn · e7 black pawn · f7 black pawn · g7 black pawn · h7 black pawn · d5 black pawn · b3 white pawn · f3 white knight · a2 white pawn · c2 white pawn · d2 white pawn · e2 white pawn · f2 white pawn · g2 white pawn · h2 white pawn · a1 white rook · b1 white knight · c1 white bishop · d1 white queen · e1 white king · f1 white bishop · h1 white rook | a8 black rook · b8 black knight · c8 black bishop · d8 black queen · e8 black king · f8 black bishop · g8 black knight · h8 black rook · a7 black pawn · b7 black pawn · c7 black pawn · e7 black pawn · f7 black pawn · g7 black pawn · h7 black pawn · d5 black pawn · b3 white pawn · f3 white knight · a2 white pawn · c2 white pawn · d2 white pawn · e2 white pawn · f2 white pawn · g2 white pawn · h2 white pawn · a1 white rook · b1 white knight · c1 white bishop · d1 white queen · e1 white king · f1 white bishop · h1 white rook | a8 black rook · b8 black knight · c8 black bishop · d8 black queen · e8 black king · f8 black bishop · g8 black knight · h8 black rook · a7 black pawn · b7 black pawn · c7 black pawn · e7 black pawn · f7 black pawn · g7 black pawn · h7 black pawn · d5 black pawn · b3 white pawn · f3 white knight · a2 white pawn · c2 white pawn · d2 white pawn · e2 white pawn · f2 white pawn · g2 white pawn · h2 white pawn · a1 white rook · b1 white knight · c1 white bishop · d1 white queen · e1 white king · f1 white bishop · h1 white rook | a8 black rook · b8 black knight · c8 black bishop · d8 black queen · e8 black king · f8 black bishop · g8 black knight · h8 black rook · a7 black pawn · b7 black pawn · c7 black pawn · e7 black pawn · f7 black pawn · g7 black pawn · h7 black pawn · d5 black pawn · b3 white pawn · f3 white knight · a2 white pawn · c2 white pawn · d2 white pawn · e2 white pawn · f2 white pawn · g2 white pawn · h2 white pawn · a1 white rook · b1 white knight · c1 white bishop · d1 white queen · e1 white king · f1 white bishop · h1 white rook | a8 black rook · b8 black knight · c8 black bishop · d8 black queen · e8 black king · f8 black bishop · g8 black knight · h8 black rook · a7 black pawn · b7 black pawn · c7 black pawn · e7 black pawn · f7 black pawn · g7 black pawn · h7 black pawn · d5 black pawn · b3 white pawn · f3 white knight · a2 white pawn · c2 white pawn · d2 white pawn · e2 white pawn · f2 white pawn · g2 white pawn · h2 white pawn · a1 white rook · b1 white knight · c1 white bishop · d1 white queen · e1 white king · f1 white bishop · h1 white rook | 3 |
| 2 | a8 black rook · b8 black knight · c8 black bishop · d8 black queen · e8 black king · f8 black bishop · g8 black knight · h8 black rook · a7 black pawn · b7 black pawn · c7 black pawn · e7 black pawn · f7 black pawn · g7 black pawn · h7 black pawn · d5 black pawn · b3 white pawn · f3 white knight · a2 white pawn · c2 white pawn · d2 white pawn · e2 white pawn · f2 white pawn · g2 white pawn · h2 white pawn · a1 white rook · b1 white knight · c1 white bishop · d1 white queen · e1 white king · f1 white bishop · h1 white rook | a8 black rook · b8 black knight · c8 black bishop · d8 black queen · e8 black king · f8 black bishop · g8 black knight · h8 black rook · a7 black pawn · b7 black pawn · c7 black pawn · e7 black pawn · f7 black pawn · g7 black pawn · h7 black pawn · d5 black pawn · b3 white pawn · f3 white knight · a2 white pawn · c2 white pawn · d2 white pawn · e2 white pawn · f2 white pawn · g2 white pawn · h2 white pawn · a1 white rook · b1 white knight · c1 white bishop · d1 white queen · e1 white king · f1 white bishop · h1 white rook | a8 black rook · b8 black knight · c8 black bishop · d8 black queen · e8 black king · f8 black bishop · g8 black knight · h8 black rook · a7 black pawn · b7 black pawn · c7 black pawn · e7 black pawn · f7 black pawn · g7 black pawn · h7 black pawn · d5 black pawn · b3 white pawn · f3 white knight · a2 white pawn · c2 white pawn · d2 white pawn · e2 white pawn · f2 white pawn · g2 white pawn · h2 white pawn · a1 white rook · b1 white knight · c1 white bishop · d1 white queen · e1 white king · f1 white bishop · h1 white rook | a8 black rook · b8 black knight · c8 black bishop · d8 black queen · e8 black king · f8 black bishop · g8 black knight · h8 black rook · a7 black pawn · b7 black pawn · c7 black pawn · e7 black pawn · f7 black pawn · g7 black pawn · h7 black pawn · d5 black pawn · b3 white pawn · f3 white knight · a2 white pawn · c2 white pawn · d2 white pawn · e2 white pawn · f2 white pawn · g2 white pawn · h2 white pawn · a1 white rook · b1 white knight · c1 white bishop · d1 white queen · e1 white king · f1 white bishop · h1 white rook | a8 black rook · b8 black knight · c8 black bishop · d8 black queen · e8 black king · f8 black bishop · g8 black knight · h8 black rook · a7 black pawn · b7 black pawn · c7 black pawn · e7 black pawn · f7 black pawn · g7 black pawn · h7 black pawn · d5 black pawn · b3 white pawn · f3 white knight · a2 white pawn · c2 white pawn · d2 white pawn · e2 white pawn · f2 white pawn · g2 white pawn · h2 white pawn · a1 white rook · b1 white knight · c1 white bishop · d1 white queen · e1 white king · f1 white bishop · h1 white rook | a8 black rook · b8 black knight · c8 black bishop · d8 black queen · e8 black king · f8 black bishop · g8 black knight · h8 black rook · a7 black pawn · b7 black pawn · c7 black pawn · e7 black pawn · f7 black pawn · g7 black pawn · h7 black pawn · d5 black pawn · b3 white pawn · f3 white knight · a2 white pawn · c2 white pawn · d2 white pawn · e2 white pawn · f2 white pawn · g2 white pawn · h2 white pawn · a1 white rook · b1 white knight · c1 white bishop · d1 white queen · e1 white king · f1 white bishop · h1 white rook | a8 black rook · b8 black knight · c8 black bishop · d8 black queen · e8 black king · f8 black bishop · g8 black knight · h8 black rook · a7 black pawn · b7 black pawn · c7 black pawn · e7 black pawn · f7 black pawn · g7 black pawn · h7 black pawn · d5 black pawn · b3 white pawn · f3 white knight · a2 white pawn · c2 white pawn · d2 white pawn · e2 white pawn · f2 white pawn · g2 white pawn · h2 white pawn · a1 white rook · b1 white knight · c1 white bishop · d1 white queen · e1 white king · f1 white bishop · h1 white rook | a8 black rook · b8 black knight · c8 black bishop · d8 black queen · e8 black king · f8 black bishop · g8 black knight · h8 black rook · a7 black pawn · b7 black pawn · c7 black pawn · e7 black pawn · f7 black pawn · g7 black pawn · h7 black pawn · d5 black pawn · b3 white pawn · f3 white knight · a2 white pawn · c2 white pawn · d2 white pawn · e2 white pawn · f2 white pawn · g2 white pawn · h2 white pawn · a1 white rook · b1 white knight · c1 white bishop · d1 white queen · e1 white king · f1 white bishop · h1 white rook | 2 |
| 1 | a8 black rook · b8 black knight · c8 black bishop · d8 black queen · e8 black king · f8 black bishop · g8 black knight · h8 black rook · a7 black pawn · b7 black pawn · c7 black pawn · e7 black pawn · f7 black pawn · g7 black pawn · h7 black pawn · d5 black pawn · b3 white pawn · f3 white knight · a2 white pawn · c2 white pawn · d2 white pawn · e2 white pawn · f2 white pawn · g2 white pawn · h2 white pawn · a1 white rook · b1 white knight · c1 white bishop · d1 white queen · e1 white king · f1 white bishop · h1 white rook | a8 black rook · b8 black knight · c8 black bishop · d8 black queen · e8 black king · f8 black bishop · g8 black knight · h8 black rook · a7 black pawn · b7 black pawn · c7 black pawn · e7 black pawn · f7 black pawn · g7 black pawn · h7 black pawn · d5 black pawn · b3 white pawn · f3 white knight · a2 white pawn · c2 white pawn · d2 white pawn · e2 white pawn · f2 white pawn · g2 white pawn · h2 white pawn · a1 white rook · b1 white knight · c1 white bishop · d1 white queen · e1 white king · f1 white bishop · h1 white rook | a8 black rook · b8 black knight · c8 black bishop · d8 black queen · e8 black king · f8 black bishop · g8 black knight · h8 black rook · a7 black pawn · b7 black pawn · c7 black pawn · e7 black pawn · f7 black pawn · g7 black pawn · h7 black pawn · d5 black pawn · b3 white pawn · f3 white knight · a2 white pawn · c2 white pawn · d2 white pawn · e2 white pawn · f2 white pawn · g2 white pawn · h2 white pawn · a1 white rook · b1 white knight · c1 white bishop · d1 white queen · e1 white king · f1 white bishop · h1 white rook | a8 black rook · b8 black knight · c8 black bishop · d8 black queen · e8 black king · f8 black bishop · g8 black knight · h8 black rook · a7 black pawn · b7 black pawn · c7 black pawn · e7 black pawn · f7 black pawn · g7 black pawn · h7 black pawn · d5 black pawn · b3 white pawn · f3 white knight · a2 white pawn · c2 white pawn · d2 white pawn · e2 white pawn · f2 white pawn · g2 white pawn · h2 white pawn · a1 white rook · b1 white knight · c1 white bishop · d1 white queen · e1 white king · f1 white bishop · h1 white rook | a8 black rook · b8 black knight · c8 black bishop · d8 black queen · e8 black king · f8 black bishop · g8 black knight · h8 black rook · a7 black pawn · b7 black pawn · c7 black pawn · e7 black pawn · f7 black pawn · g7 black pawn · h7 black pawn · d5 black pawn · b3 white pawn · f3 white knight · a2 white pawn · c2 white pawn · d2 white pawn · e2 white pawn · f2 white pawn · g2 white pawn · h2 white pawn · a1 white rook · b1 white knight · c1 white bishop · d1 white queen · e1 white king · f1 white bishop · h1 white rook | a8 black rook · b8 black knight · c8 black bishop · d8 black queen · e8 black king · f8 black bishop · g8 black knight · h8 black rook · a7 black pawn · b7 black pawn · c7 black pawn · e7 black pawn · f7 black pawn · g7 black pawn · h7 black pawn · d5 black pawn · b3 white pawn · f3 white knight · a2 white pawn · c2 white pawn · d2 white pawn · e2 white pawn · f2 white pawn · g2 white pawn · h2 white pawn · a1 white rook · b1 white knight · c1 white bishop · d1 white queen · e1 white king · f1 white bishop · h1 white rook | a8 black rook · b8 black knight · c8 black bishop · d8 black queen · e8 black king · f8 black bishop · g8 black knight · h8 black rook · a7 black pawn · b7 black pawn · c7 black pawn · e7 black pawn · f7 black pawn · g7 black pawn · h7 black pawn · d5 black pawn · b3 white pawn · f3 white knight · a2 white pawn · c2 white pawn · d2 white pawn · e2 white pawn · f2 white pawn · g2 white pawn · h2 white pawn · a1 white rook · b1 white knight · c1 white bishop · d1 white queen · e1 white king · f1 white bishop · h1 white rook | a8 black rook · b8 black knight · c8 black bishop · d8 black queen · e8 black king · f8 black bishop · g8 black knight · h8 black rook · a7 black pawn · b7 black pawn · c7 black pawn · e7 black pawn · f7 black pawn · g7 black pawn · h7 black pawn · d5 black pawn · b3 white pawn · f3 white knight · a2 white pawn · c2 white pawn · d2 white pawn · e2 white pawn · f2 white pawn · g2 white pawn · h2 white pawn · a1 white rook · b1 white knight · c1 white bishop · d1 white queen · e1 white king · f1 white bishop · h1 white rook | 1 |
|   | a | b | c | d | e | f | g | h |   |

Отварање 1. Сф3 д5 2.б3 ( ЕЦО А06) назива се Нимцовић – Ларсен напад. Може се извести из 1.б3, али 1. Сф3 је уобичајенији. Уобичајени одговори за црнога су 2 ... ц5, 2. . . Сф6 и 2. . . Лг4. За сваког, бијели може играти 3. Лб2 или 3.е3. 3. Лб2 може пратити 4.е3. 

## Примјер игре
- Ларсен вс. Елеи, 1972 

 1.б3 е5 2.Лб2 Сц6 3.е3 Сф6 4.Лб5 д6 5.Се2 Лд7 6.0-0 Ле7 7.ф4 е4 8.Сг3 0-0 9.Лхц6 бхц6 10.ц4 д5 11.Сц3 Те8 12.Тц1 Лг4 13.Сце2 Сд7 14.х3 Бхе2 15.Дхе2 Сц5 16.Дг4 г6 17.ф5 Сд3 18.фхг6 ххг6 19.Тф7 Кф7 20.Тф1 Лф6 21.Лхф6 1–0
- Кене вс. Ковачевић, 1973 

1. Сф3 д5 2.б3 Лг4 3. Лб2 Сд7 4.г3 Лхф3 5.ехф3 Сгф6 6.ф4 е6 7. Лг2 Ле7 8.0-0 0-0 9.д3 а5 10.а4 ц6 11. Сд2 б5 12. Де2 бха4 13. Тха4 Сб6 14. Та2 а4 15. Тфа1 ахб3 16. Тха8 Сха8 17. Схб3 Сб6 18.ф5 ехф5 19. Сд4 Дд7 20. Лх3 г6 21. Лхф5 гхф5 22. Та7 Дха7 23. Дхц6 Дд7 24. Схе7 Кг7 25. Дх5 1–0